# Список видов семейства Thomisidae
Список всех описанных видов пауков семейства Thomisidae на 20 декабря 2013 года.

## Acentroscelus
Acentroscelus Simon, 1886
- Acentroscelus albipes Simon, 1886 — Бразилия
- Acentroscelus gallinii Mello-Leitao, 1943 — Аргентина
- Acentroscelus granulosus Mello-Leitao, 1929 — Бразилия
- Acentroscelus guianensis (Taczanowski, 1872) — Перу, Французская Гвиана
- Acentroscelus muricatus Mello-Leitao, 1947 — Бразилия
- Acentroscelus nigrianus Mello-Leitao, 1929 — Бразилия
- Acentroscelus peruvianus (Keyserling, 1880) — Перу
- Acentroscelus ramboi Mello-Leitao, 1943 — Бразилия
- Acentroscelus secundus Mello-Leitao, 1929 — Бразилия
- Acentroscelus singularis (Mello-Leitao, 1940) — Гайана
- Acentroscelus versicolor Soares, 1942 — Бразилия

## Acracanthostoma
Acracanthostoma Mello-Leitao, 1917
- Acracanthostoma bicornutum Mello-Leitao, 1917 — Бразилия
- Acracanthostoma nigritarse Caporiacco, 1947 — Гайана

## Acrotmarus
Acrotmarus Tang & Li, 2012
- Acrotmarus gummosus Tang & Li, 2012 — Китай

## Alcimochthes
Alcimochthes Simon, 1885
- Alcimochthes limbatus Simon, 1885 — Китай, Вьетнам, Сингапур, Тайвань, Япония
- Alcimochthes melanophthalmus Simon, 1903 — Вьетнам
- Alcimochthes meridionalis Tang & Li, 2009 — Китай

## Amyciaea
Amyciaea Simon, 1885
- Amyciaea albomaculata (O. P.-Cambridge, 1874) — Австралия, Новая Гвинея
- Amyciaea forticeps (O. P.-Cambridge, 1873) — Индия, от Китая до Малайзии
- Amyciaea hesperia Simon, 1895 — Сьерра-Леоне, Кот-д’Ивуар
- Amyciaea lineatipes O. P.-Cambridge, 1901 — Сингапур, Суматра
- Amyciaea orientalis Simon, 1909 — Вьетнам

## Angaeus
Angaeus Thorell, 1881
- Angaeus canalis (Tang & Li, 2010) — Китай
- Angaeus christae Benjamin, 2013 — Борнео
- Angaeus comatulus Simon, 1909 — Вьетнам
- Angaeus lenticulosus Simon, 1903 — Китай, Вьетнам
- Angaeus liangweii (Tang & Li, 2010) — Китай
- Angaeus pentagonalis Pocock, 1901 — Индия, Андаманские острова
- Angaeus pudicus Thorell, 1881 — Молуккские острова, Ceram
- Angaeus rhombifer Thorell, 1890 — Китай, Мьянма, Вьетнам, Малайзия, Сингапур, Суматра, Борнео
- Angaeus rhombus (Tang & Li, 2009) — Китай
- Angaeus zhengi (Tang & Li, 2009) — Китай

## Ansiea
Ansiea Lehtinen, 2005
- Ansiea buettikeri (Dippenaar-Schoeman, 1989) — Саудовская Аравия
- Ansiea tuckeri (Lessert, 1919) — Африка
  - Ansiea tuckeri thomensis (Bacelar, 1958) — Сан-Томе

## Aphantochilus
Aphantochilus O. P.-Cambridge, 1870
- Aphantochilus cambridgei Canals, 1933 — Аргентина
- Aphantochilus inermipes Simon, 1929 — Бразилия
- Aphantochilus rogersi O. P.-Cambridge, 1870 — от Панамы до Парагвая
- Aphantochilus taurifrons (O. P.-Cambridge, 1881) — Венесуэла, Перу, Бразилия, Парагвай

## Apyretina
Apyretina Strand, 1929
- Apyretina catenulata (Simon, 1903) — Мадагаскар
- Apyretina nigra (Simon, 1903) — Мадагаскар
- Apyretina pentagona (Simon, 1895) — Мадагаскар
- Apyretina quinquenotata (Simon, 1903) — Мадагаскар
- Apyretina tessera (Simon, 1903) — Мадагаскар

## Ascurisoma
Ascurisoma Strand, 1928
- Ascurisoma striatipes (Simon, 1897) — Западная Африка, Шри-Ланка

## Avelis
Avelis Simon, 1895
- Avelis hystriculus Simon, 1895 — Южная Африка

## Bassaniana
Bassaniana Strand, 1928
- Bassaniana decorata (Karsch, 1879) — Россия, Китай, Корея, Япония
- Bassaniana floridana (Banks, 1896) — США
- Bassaniana ora Seo, 1992 — Корея
- Bassaniana utahensis (Gertsch, 1932) — США, Канада, Аляска
- Bassaniana versicolor (Keyserling, 1880) — Северная Америка
- Bassaniana versicolor baudueri (Simon, 1877) — Франция

## Bassaniodes
Bassaniodes Pocock, 1903
- Bassaniodes socotrensis Pocock, 1903 — Сокотра

## Boliscodes
Boliscodes Simon, 1909
- Boliscodes amaenulus Simon, 1909 — Вьетнам

## Boliscus
Boliscus Thorell, 1891
- Boliscus decipiens O. P.-Cambridge, 1899 — Шри-Ланка
- Boliscus duricorius (Simon, 1880) — Новая Каледония
- Boliscus tuberculatus (Simon, 1886) — Китай, от Мьянмы до Японии

## Bomis
Bomis L. Koch, 1874
- Bomis bengalensis Tikader, 1962 — Индия
- Bomis calcuttaensis Biswas & Mazumder, 1981 — Индия
- Bomis khajuriai Tikader, 1980 — Индия
- Bomis larvata L. Koch, 1874 — Западная Австралия, Квинсленд

## Bonapruncinia
Bonapruncinia Benoit, 1977
- Bonapruncinia sanctaehelenae Benoit, 1977 — Остров Святой Елены

## Borboropactus
Borboropactus Simon, 1884
- Borboropactus asper (O. P.-Cambridge, 1884) — Шри-Ланка
- Borboropactus australis (Lawrence, 1937) — Южная Африка
- Borboropactus biprocessus Tang, Yin & Peng, 2012 — Китай
- Borboropactus bituberculatus Simon, 1884 — Китай, Молуккские острова, Новая Гвинея
- Borboropactus brevidens Tang & Li, 2010 — Китай
- Borboropactus cinerascens (Doleschall, 1859) — Малайзия, Ява, Суматра, Новая Гвинея, Филиппины
  - Borboropactus cinerascens sumatrae (Strand, 1907) — Суматра
- Borboropactus edentatus Tang & Li, 2010 — Китай
- Borboropactus elephantus (Tikader, 1966) — Индия
- Borboropactus javanicola (Strand, 1913) — Ява
- Borboropactus jiangyong Yin et al., 2004 — Китай
- Borboropactus longidens Tang & Li, 2010 — Китай
- Borboropactus noditarsis (Simon, 1903) — Западная Африка
- Borboropactus nyerere Benjamin, 2011 — Танзания
- Borboropactus silvicola (Lawrence, 1938) — Южная Африка
- Borboropactus squalidus Simon, 1884 — Западная, Восточная Африка
- Borboropactus vulcanicus (Doleschall, 1859) — Ява

## Camaricus
Camaricus Thorell, 1887
- Camaricus bipunctatus Bastawade, 2002 — Индия
- Camaricus castaneiceps Berland, 1924 — Новая Каледония
- Camaricus cimex (Karsch, 1878) — Восточная Африка
- Camaricus florae Barrion & Litsinger, 1995 — Филиппины
- Camaricus formosus Thorell, 1887 — от Индии до Суматры, Китай, Филиппины
- Camaricus hastifer (Percheron, 1833) — Неизвестно
- Camaricus khandalaensis Tikader, 1980 — Индия
- Camaricus maugei (Walckenaer, 1837) — от Индии до Вьетнама, Суматра, Ява, Кракатау
- Camaricus mimus (Pavesi, 1895) — Эфиопия, Восточная Африка
- Camaricus nigrotesselatus Simon, 1895 — Центральная, Восточная, Южная Африка
  - Camaricus nigrotesselatus lineitarsus Strand, 1907 — Южная Африка
- Camaricus parisukatus Barrion & Litsinger, 1995 — Филиппины
- Camaricus pulchellus Simon, 1903 — Вьетнам
- Camaricus rinkae Biswas & Roy, 2005 — Индия
- Camaricus siltorsus Saha & Raychaudhuri, 2007 — Индия

## Carcinarachne
Carcinarachne Schmidt, 1956
- Carcinarachne brocki Schmidt, 1956 — Эквадор

## Cebrenninus
Cebrenninus Simon, 1887
- Cebrenninus annulatus (Thorell, 1890) — Суматра
- Cebrenninus laevis (Thorell, 1890) — Суматра
- Cebrenninus rugosus Simon, 1887 — Китай, Таиланд, Лаос, Малайзия, Ява, Суматра, Борнео, Филиппины
- Cebrenninus scabriculus (Thorell, 1890) — Ява, Борнео, Суматра
  - Cebrenninus scabriculus sulcatus (Thorell, 1890) — Суматра
- Cebrenninus srivijaya Benjamin, 2011 — Суматра

## Ceraarachne
Ceraarachne Keyserling, 1880
- Ceraarachne germaini Simon, 1886 — Бразилия
- Ceraarachne goyannensis Mello-Leitao, 1929 — Бразилия
- Ceraarachne varia Keyserling, 1880 — Колумбия

## Cetratus
Cetratus Kulczynski, 1911
- Cetratus annulatus Kulczynski, 1911 — Новая Гвинея

## Coenypha
Coenypha Simon, 1895
- Coenypha edwardsi (Nicolet, 1849) — Чили
- Coenypha fasciata Mello-Leitao, 1926 — Чили
- Coenypha fuliginosa (Nicolet, 1849) — Чили
- Coenypha lucasi (Nicolet, 1849) — Чили

## Coriarachne
Coriarachne Thorell, 1870
- Coriarachne brunneipes Banks, 1893 — США, Канада, Аляска
- Coriarachne depressa (C. L. Koch, 1837) — Палеарктика
- Coriarachne fulvipes (Karsch, 1879) — Корея, Япония
- Coriarachne melancholica Simon, 1880 — Китай
- Coriarachne nigrostriata Simon, 1886 — Вьетнам

## Corynethrix
Corynethrix L. Koch, 1876
- Corynethrix obscura L. Koch, 1876 — Квинсленд, Новый Южный Уэльс

## Cozyptila
Cozyptila Lehtinen & Marusik, 2005
- Cozyptila blackwalli (Simon, 1875) — Палеарктика
- Cozyptila guseinovorum Marusik & Kovblyuk, 2005 — Турция, Грузия, Центральная Азия, Россия
- Cozyptila thaleri Marusik & Kovblyuk, 2005 — Турция, Украина

## Cymbacha
Cymbacha L. Koch, 1874
- Cymbacha cerea L. Koch, 1876 — Квинсленд
- Cymbacha festiva L. Koch, 1874 — Квинсленд, Новый Южный Уэльс
- Cymbacha ocellata L. Koch, 1874 — Квинсленд
- Cymbacha saucia L. Koch, 1874 — Новая Гвинея, Квинсленд
- Cymbacha setosa L. Koch, 1874 — Квинсленд
- Cymbacha similis L. Koch, 1876 — Новый Южный Уэльс, Тасмания
- Cymbacha simplex Simon, 1895 — Шри-Ланка
- Cymbacha striatipes L. Koch, 1876 — Квинсленд

## Cymbachina
Cymbachina Bryant, 1933
- Cymbachina albobrunnea (Urquhart, 1893) — Новая Зеландия

## Cynathea
Cynathea Simon, 1895
- Cynathea bicolor Simon, 1895 — Западная Африка
- Cynathea mechowi (Karsch, 1881) — Ангола
- Cynathea obliterata Simon, 1895 — Габон

## Cyriogonus
Cyriogonus Simon, 1886
- Cyriogonus fuscitarsis Strand, 1908 — Мадагаскар
- Cyriogonus lactifer Simon, 1886 — Мадагаскар
- Cyriogonus rutenbergi (Karsch, 1881) — Мадагаскар
- Cyriogonus simoni Lenz, 1891 — Мадагаскар
- Cyriogonus triquetrus Simon, 1886 — Мадагаскар
- Cyriogonus vinsoni (Thorell, 1875) — Мадагаскар

## Deltoclita
Deltoclita Simon, 1887
- Deltoclita bioculata Mello-Leitao, 1929 — Бразилия
- Deltoclita rubra Mello-Leitao, 1943 — Бразилия
- Deltoclita rubripes (Keyserling, 1880) — Перу, Бразилия

## Demogenes
Demogenes Simon, 1895
- Demogenes andamanensis (Tikader, 1980) — Андаманские острова
- Demogenes lugens (Thorell, 1881) — Новая Гвинея

## Diaea
Diaea Thorell, 1869
- Diaea albicincta Pavesi, 1883 — Конго, Эфиопия, Восточная Африка
- Diaea albolimbata L. Koch, 1875 — Новая Зеландия
- Diaea ambara (Urquhart, 1885) — Новая Зеландия
- Diaea bengalensis Biswas & Mazumder, 1981 — Индия
- Diaea bipunctata Rainbow, 1902 — Новые Гебриды
- Diaea blanda L. Koch, 1875 — Австралия
- Diaea caecutiens L. Koch, 1876 — Квинсленд
- Diaea carangali Barrion & Litsinger, 1995 — Филиппины
- Diaea circumlita L. Koch, 1876 — Квинсленд, Новый Южный Уэльс
- Diaea cruentata (L. Koch, 1874) — Новый Южный Уэльс, Виктория
- Diaea decempunctata Kulczynski, 1911 — Новая Гвинея
- Diaea delata Karsch, 1880 — Западная Африка, Ангола
- Diaea dimidiata (L. Koch, 1867) — Квинсленд
- Diaea doleschalli Hogg, 1915 — Новая Гвинея
- Diaea dorsata (Fabricius, 1777) — Палеарктика
- Diaea ergandros Evans, 1995 — Новый Южный Уэльс, Виктория, Тасмания
- Diaea evanida (L. Koch, 1867) — Квинсленд, Новая Гвинея
- Diaea giltayi Roewer, 1938 — Новая Гвинея
- Diaea graphica Simon, 1882 — Йемен
- Diaea gyoja Ono, 1985 — Япония
- Diaea haematodactyla L. Koch, 1875 — Квинсленд
- Diaea implicata Jezequel, 1966 — Кот-д’Ивуар
- Diaea inornata (L. Koch, 1876) — Квинсленд, Новый Южный Уэльс, Австралийская столичная территория
- Diaea insecta L. Koch, 1875 — Австралия
- Diaea insignis Thorell, 1877 — Сулавеси
- Diaea jucunda Thorell, 1881 — Квинсленд
- Diaea kangarooblaszaki Szymkowiak, 2008 — Южная Австралия
- Diaea limbata Kulczynski, 1911 — Новая Гвинея
- Diaea livens Simon, 1876 — США, Центральная Европа, от Греции до Азербайджана
- Diaea longisetosa Roewer, 1961 — Сенегал
- Diaea mikhailovi Zhang, Song & Zhu, 2004 — Китай
- Diaea mollis L. Koch, 1875 — Квинсленд
- Diaea multimaculata Rainbow, 1904 — Западная Австралия
- Diaea multopunctata L. Koch, 1874 — Квинсленд, Новый Южный Уэльс
- Diaea mutabilis Kulczynski, 1901 — Эфиопия
- Diaea nakajimai Ono, 1993 — Мадагаскар
- Diaea ocellata Rainbow, 1898 — Новая Гвинея
- Diaea olivacea L. Koch, 1875 — Западная Австралия
- Diaea papuana Kulczynski, 1911 — Новая Гвинея
- Diaea pilula (L. Koch, 1867) — Восточная Австралия
- Diaea placata O. P.-Cambridge, 1899 — Шри-Ланка
- Diaea plumbea L. Koch, 1875 — Новый Южный Уэльс
- Diaea pougneti Simon, 1885 — Индия
- Diaea praetexta (L. Koch, 1865) — Самоа
- Diaea prasina L. Koch, 1876 — Квинсленд, Новый Южный Уэльс
- Diaea proclivis Simon, 1903 — Экваториальная Гвинея
- Diaea pulleinei Rainbow, 1915 — Южная Австралия
- Diaea puncta Karsch, 1884 — Африка
- Diaea punctata L. Koch, 1875 — Квинсленд, Новый Южный Уэльс
- Diaea punctipes L. Koch, 1875 — Квинсленд
- Diaea rohani Fage, 1923 — Ангола
- Diaea rosea L. Koch, 1875 — Новый Южный Уэльс
- Diaea rubropunctata Rainbow, 1920 — Лорд-Хау
- Diaea rufoannulata Simon, 1880 — Новая Каледония
- Diaea semilutea Simon, 1903 — Экваториальная Гвинея
- Diaea seminola Gertsch, 1939 — США
- Diaea septempunctata L. Koch, 1874 — Новая Гвинея, Тонга
- Diaea shirleyi Hogg, 1922 — Вьетнам
- Diaea simplex Xu, Han & Li, 2008 — Китай, Гонконг
- Diaea socialis Main, 1988 — Западная Австралия
- Diaea sphaeroides (Urquhart, 1885) — Новая Зеландия
- Diaea spinosa Keyserling, 1880 — Колумбия
- Diaea subdola O. P.-Cambridge, 1885 — Россия, Индия, от Пакистана до Японии
- Diaea suspiciosa O. P.-Cambridge, 1885 — Центральная Азия, Монголия, Китай
- Diaea tadtadtinika Barrion & Litsinger, 1995 — Филиппины
- Diaea taibeli Caporiacco, 1949 — Кения
- Diaea tenuis L. Koch, 1875 — Квинсленд, Новый Южный Уэльс
- Diaea terrena Dyal, 1935 — Пакистан
- Diaea tongatabuensis Strand, 1913 — Полинезия
- Diaea tristania (Rainbow, 1900) — Новый Южный Уэльс
- Diaea variabilis L. Koch, 1875 — Квинсленд, Новый Южный Уэльс
- Diaea velata L. Koch, 1876 — Квинсленд
- Diaea viridipes Strand, 1909 — Южная Африка
- Diaea xanthogaster (L. Koch, 1875) — Новый Южный Уэльс
- Diaea zonura Thorell, 1892 — Ява, Суматра

## Dietopsa
Dietopsa Strand, 1932
- Dietopsa castaneifrons (Simon, 1895) — Индия
- Dietopsa parnassia (Simon, 1895) — Индия

## Dimizonops
Dimizonops Pocock, 1903
- Dimizonops insularis Pocock, 1903 — Сокотра

## Diplotychus
Diplotychus Simon, 1903
- Diplotychus longulus Simon, 1903 — Мадагаскар

## Domatha
Domatha Simon, 1895
- Domatha celeris Kulczynski, 1911 — Новая Гвинея
- Domatha vivida Simon, 1895 — Филиппины

## Ebelingia
Ebelingia Lehtinen, 2005
- Ebelingia hubeiensis (Song & Zhao, 1994) — Китай
- Ebelingia kumadai (Ono, 1985) — Россия, Китай, Корея, Япония, Окинава

## Ebrechtella
Ebrechtella Dahl, 1907
- Ebrechtella concinna (Thorell, 1877) — от Пакистана до Филиппин, Сулавеси, Новая Гвинея
- Ebrechtella forcipata (Song & Zhu, 1993) — Китай
- Ebrechtella hongkong (Song, Zhu & Wu, 1997) — Китай
- Ebrechtella margaritacea (Simon, 1909) — Вьетнам
- Ebrechtella pseudovatia (Schenkel, 1936) — Бутан, Китай, Тайвань
- Ebrechtella sufflava (O. P.-Cambridge, 1885) — Пакистан
- Ebrechtella timida (Thorell, 1887) — Мьянма
- Ebrechtella tricuspidata (Fabricius, 1775) — Палеарктика
  - Ebrechtella tricuspidata concolor (Caporiacco, 1935) — Каракорум
- Ebrechtella xinjiangensis (Hu & Wu, 1989) — Китай
- Ebrechtella xinjie (Song, Zhu & Wu, 1997) — Китай

## Emplesiogonus
Emplesiogonus Simon, 1903
- Emplesiogonus scutulatus Simon, 1903 — Мадагаскар
- Emplesiogonus striatus Simon, 1903 — Мадагаскар

## Epicadinus
Epicadinus Simon, 1895
- Epicadinus albimaculatus Mello-Leitao, 1929 — Бразилия
- Epicadinus biocellatus Mello-Leitao, 1929 — Бразилия
- Epicadinus gavensis Soares & Soares, 1946 — Бразилия
- Epicadinus helenae Piza, 1936 — Бразилия
- Epicadinus marmoratus Mello-Leitao, 1947 — Бразилия
- Epicadinus polyophthalmus Mello-Leitao, 1929 — Бразилия
- Epicadinus spinipes (Blackwall, 1862) — Бразилия
- Epicadinus trifidus (O. P.-Cambridge, 1893) — Мексика
- Epicadinus trispinosus (Taczanowski, 1872) — Перу, Бразилия, Французская Гвиана, Боливия
- Epicadinus tuberculatus Petrunkevitch, 1910 — Бразилия
- Epicadinus villosus Mello-Leitao, 1929 — Бразилия, Парагвай

## Epicadus
Epicadus Simon, 1895
- Epicadus granulatus Banks, 1909 — Коста-Рика
- Epicadus heterogaster (Guerin, 1829) — Бразилия, Уругвай, Аргентина
  - Epicadus heterogaster scholagriculae Piza, 1933 — Бразилия
- Epicadus nigronotatus Mello-Leitao, 1940 — Бразилия
- Epicadus pallidus Mello-Leitao, 1929 — Бразилия
- Epicadus planus Mello-Leitao, 1932 — Бразилия
- Epicadus rubripes Mello-Leitao, 1924 — Бразилия

## Epidius
Epidius Thorell, 1877
- Epidius bazarus (Tikader, 1970) — Китай, Индия
- Epidius binotatus Simon, 1897 — Западная Африка, Конго
  - Epidius binotatus guineensis Millot, 1942 — Гвинея
- Epidius denisi Lessert, 1943 — Конго
- Epidius gongi (Song & Kim, 1992) — Китай
- Epidius longipalpis Thorell, 1877 — Индия, Шри-Ланка, Ява, Суматра, Ceram, Сулавеси
- Epidius lyriger Simon, 1897 — Филиппины
- Epidius pallidus (Thorell, 1890) — Суматра
- Epidius parvati Benjamin, 2000 — Шри-Ланка
- Epidius rubropictus Simon, 1909 — Китай, Вьетнам, Суматра
- Epidius typicus (Bosenberg & Strand, 1906) — Япония

## Erissoides
Erissoides Mello-Leitao, 1929
- Erissoides argentinus Mello-Leitao, 1931 — Аргентина
- Erissoides striatus Mello-Leitao, 1929 — Бразилия
- Erissoides vittatus Mello-Leitao, 1949 — Бразилия

## Erissus
Erissus Simon, 1895
- Erissus angulosus Simon, 1895 — Бразилия
- Erissus bateae Soares, 1941 — Бразилия
- Erissus bilineatus Mello-Leitao, 1929 — Бразилия
- Erissus fuscus Simon, 1929 — Перу, Бразилия
- Erissus mirabilis (Soares, 1942) — Бразилия
- Erissus roseus Mello-Leitao, 1943 — Бразилия
- Erissus sanctaeleopoldinae (Soares & Soares, 1946) — Бразилия
- Erissus spinosissimus Mello-Leitao, 1929 — Бразилия
- Erissus truncatifrons Simon, 1895 — Венесуэла, Бразилия
- Erissus validus Simon, 1895 — Перу, Бразилия

## Felsina
Felsina Simon, 1895
- Felsina granulum Simon, 1895 — Западная Африка

## Firmicus
Firmicus Simon, 1895
- Firmicus abnormis (Lessert, 1923) — Южная Африка
- Firmicus arushae Caporiacco, 1947 — Восточная Африка
- Firmicus aurantipes Jezequel, 1966 — Кот-д’Ивуар
- Firmicus biguttatus Caporiacco, 1940 — Эфиопия
- Firmicus bimaculatus (Simon, 1886) — Мадагаскар
- Firmicus bipunctatus Caporiacco, 1941 — Эфиопия
- Firmicus bivittatus Simon, 1895 — Испания, Франция, Алжир
- Firmicus bragantinus (Brito Capello, 1866) — Западная Африка, Конго, Ангола, Судан
- Firmicus campestratus Simon, 1907 — Западная Африка, Конго
  - Firmicus campestratus faradjensis (Lessert, 1928) — Конго
  - Firmicus campestratus ogoueensis Simon, 1907 — Конго
- Firmicus dewitzi Simon, 1899 — Египет, Израиль
- Firmicus duriusculus Simon, 1903 — Вьетнам
- Firmicus haywoodae Jezequel, 1964 — Кот-д’Ивуар
- Firmicus insularis (Blackwall, 1877) — Сейшеллы
- Firmicus lentiginosus (Simon, 1886) — Африка
- Firmicus paecilipes Caporiacco, 1940 — Эфиопия
- Firmicus strandi Caporiacco, 1947 — Восточная Африка
- Firmicus werneri Simon, 1906 — Уганда

## Geraesta
Geraesta Simon, 1889
- Geraesta hirta Simon, 1889 — Мадагаскар
- Geraesta lehtineni Benjamin, 2011 — Мадагаскар
- Geraesta mkwawa Benjamin, 2011 — Танзания

## Gnoerichia
Gnoerichia Dahl, 1907
- Gnoerichia buettneri Dahl, 1907 — Камерун

## Haedanula
Haedanula Caporiacco, 1941
- Haedanula subinermis Caporiacco, 1941 — Эфиопия

## Haplotmarus
Haplotmarus Simon, 1909
- Haplotmarus plumatilis Simon, 1909 — Вьетнам

## Hedana
Hedana L. Koch, 1874
- Hedana bonneti Chrysanthus, 1964 — Новая Гвинея
- Hedana gracilis L. Koch, 1874 — Новый Южный Уэльс
- Hedana maculosa Hogg, 1896 — Центральная Австралия
- Hedana morgani (Simon, 1885) — Малайзия
- Hedana ocellata Thorell, 1890 — Мьянма, Суматра, Ява
- Hedana octoperlata Simon, 1895 — Венесуэла
- Hedana pallida L. Koch, 1876 — Тонга
- Hedana perspicax Thorell, 1890 — Мьянма, Суматра, Ява
- Hedana subtilis L. Koch, 1874 — Тонга
- Hedana valida L. Koch, 1875 — Австралия

## Henriksenia
Henriksenia Lehtinen, 2005
- Henriksenia hilaris (Thorell, 1877) — от Индии до Филиппин, Сулавеси, Новая Гвинея
- Henriksenia thienemanni (Reimoser, 1931) — Суматра

## Herbessus
Herbessus Simon, 1903
- Herbessus decorsei Simon, 1903 — Мадагаскар

## Heriaesynaema
Heriaesynaema Caporiacco, 1939
- Heriaesynaema flavipes Caporiacco, 1939 — Эфиопия

## Heriaeus
Heriaeus Simon, 1875
- Heriaeus algericus Loerbroks, 1983 — Алжир
- Heriaeus allenjonesi Niekerk & Dippenaar-Schoeman, 2013 — Южная Африка
- Heriaeus antoni Niekerk & Dippenaar-Schoeman, 2013 — Сенегал, Йемен
- Heriaeus buffoni (Audouin, 1826) — Северная Африка, Израиль
- Heriaeus buffonopsis Loerbroks, 1983 — Центральная Азия
- Heriaeus capillatus Utochkin, 1985 — Казахстан
- Heriaeus charitonovi Utochkin, 1985 — Центральная Азия
- Heriaeus concavus Tang & Li, 2010 — Китай
- Heriaeus convexus Tang & Li, 2010 — Китай
- Heriaeus copricola Niekerk & Dippenaar-Schoeman, 2013 — Южная Африка
- Heriaeus crassispinus Lawrence, 1942 — Центральная, Восточная, Южная Африка
- Heriaeus delticus Utochkin, 1985 — Россия
- Heriaeus fedotovi Charitonov, 1946 — Центральная Азия
- Heriaeus foordi Niekerk & Dippenaar-Schoeman, 2013 — Южная Африка
- Heriaeus graminicola (Doleschall, 1852) — Европа до Центральной Азии
- Heriaeus hirtus (Latreille, 1819) — Европа до Грузии
- Heriaeus horridus Tyschchenko, 1965 — Россия, Центральная Азия, Индия
- Heriaeus latifrons Lessert, 1919 — Танзания
- Heriaeus madagascar Niekerk & Dippenaar-Schoeman, 2013 — Мадагаскар
- Heriaeus maurusius Loerbroks, 1983 — Марокко
- Heriaeus mellotteei Simon, 1886 — Китай, Корея, Япония
- Heriaeus muizenberg Niekerk & Dippenaar-Schoeman, 2013 — Южная Африка
- Heriaeus numidicus Loerbroks, 1983 — Марокко, Алжир
- Heriaeus oblongus Simon, 1918 — Палеарктика
- Heriaeus orientalis Simon, 1918 — Греция, Турция, Украина
- Heriaeus peterwebbi Niekerk & Dippenaar-Schoeman, 2013 — Намибия, Южная Африка
- Heriaeus pilosus Nosek, 1905 — Турция
- Heriaeus setiger (O. P.-Cambridge, 1872) — Палеарктика
- Heriaeus simoni Kulczynski, 1903 — Палеарктика
- Heriaeus sossusvlei Niekerk & Dippenaar-Schoeman, 2013 — Намибия, Южная Африка
- Heriaeus spinipalpus Loerbroks, 1983 — Восточная Средиземноморье
- Heriaeus transvaalicus Simon, 1895 — Южная Африка
- Heriaeus xanderi Niekerk & Dippenaar-Schoeman, 2013 — Танзания, Южная Африка
- Heriaeus zanii Niekerk & Dippenaar-Schoeman, 2013 — Южная Африка

## Heterogriffus
Heterogriffus Platnick, 1976
- Heterogriffus berlandi (Lessert, 1938) — Конго, Уганда, Ангола

## Hewittia
Hewittia Lessert, 1928
- Hewittia gracilis Lessert, 1928 — Конго

## Hexommulocymus
Hexommulocymus Caporiacco, 1955
- Hexommulocymus kolosvaryi Caporiacco, 1955 — Венесуэла

## Holopelus
Holopelus Simon, 1886
- Holopelus albibarbis Simon, 1895 — Южная Африка, Биоко
- Holopelus almiae Dippenaar-Schoeman, 1986 — Южная Африка
- Holopelus bufoninus Simon, 1886 — Суматра
- Holopelus crassiceps (Strand, 1913) — Центральная Африка
- Holopelus irroratus (Thorell, 1899) — Камерун
- Holopelus malati Simon, 1895 — Индия
- Holopelus piger O. P.-Cambridge, 1899 — Шри-Ланка

## Indosmodicinus
Indosmodicinus Sen, Saha & Raychaudhuri, 2010
- Indosmodicinus bengalensis Sen, Saha & Raychaudhuri, 2010 — Китай, Индия

## Indoxysticus
Indoxysticus Benjamin & Jaleel, 2010
- Indoxysticus lumbricus Tang & Li, 2010 — Китай
- Indoxysticus minutus (Tikader, 1960) — Индия
- Indoxysticus tangi Jin & Zhang, 2012 — Китай

## Iphoctesis
Iphoctesis Simon, 1903
- Iphoctesis echinipes Simon, 1903 — Мадагаскар

## Isala
Isala L. Koch, 1876
- Isala punctata L. Koch, 1876 — Австралия

## Isaloides
Isaloides F. O. P.-Cambridge, 1900
- Isaloides putus (O. P.-Cambridge, 1891) — Мексика, Панама
- Isaloides toussainti Banks, 1903 — Куба, Гаити
- Isaloides yollotl Jimenez, 1992 — Мексика

## Lampertia
Lampertia Strand, 1907
- Lampertia pulchra Strand, 1907 — Мадагаскар

## Latifrons
Latifrons Kulczynski, 1911
- Latifrons picta Kulczynski, 1911 — Новая Гвинея

## Ledouxia
Ledouxia Lehtinen, 2005
- Ledouxia alluaudi (Simon, 1898) — Маврикий, Реюньон

## Loxobates
Loxobates Thorell, 1877
- Loxobates castetsi (Simon, 1906) — Индия
- Loxobates daitoensis Ono, 1988 — Китай, Япония
- Loxobates ephippiatus Thorell, 1877 — Сулавеси
- Loxobates kapuri (Tikader, 1980) — Индия
- Loxobates kawilus Barrion & Litsinger, 1995 — Филиппины
- Loxobates masapangensis Barrion & Litsinger, 1995 — Филиппины
- Loxobates minor Ono, 2001 — Бутан, Китай
- Loxobates ornatus Thorell, 1891 — Малайзия
- Loxobates quinquenotatus Thorell, 1895 — Мьянма
- Loxobates spiniformis Yang, Zhu & Song, 2006 — Китай

## Loxoporetes
Loxoporetes Kulczynski, 1911
- Loxoporetes colcloughi (Rainbow, 1912) — Северные Территории
- Loxoporetes nouhuysii Kulczynski, 1911 — Новая Гвинея

## Lycopus
Lycopus Thorell, 1895
- Lycopus atypicus Strand, 1911 — Молуккские острова, Новая Гвинея
- Lycopus cha Tang & Li, 2010 — Китай
- Lycopus edax Thorell, 1895 — Мьянма
- Lycopus kochi Kulczynski, 1911 — Новая Гвинея
- Lycopus longissimus Tang & Li, 2010 — Китай
- Lycopus primus Tang & Li, 2009 — Китай
- Lycopus rubropictus Workman, 1896 — Сингапур
- Lycopus tabulatus Tang & Li, 2010 — Китай
- Lycopus trabeatus Simon, 1895 — Индия

## Lysiteles
Lysiteles Simon, 1895
- Lysiteles ambrosii Ono, 2001 — Бутан, Китай
- Lysiteles amoenus Ono, 1980 — Бутан, Тайвань
- Lysiteles anchorus Zhu, Lian & Ono, 2004 — Китай
- Lysiteles annapurnus Ono, 1979 — Непал
- Lysiteles arcuatus Tang et al., 2008 — Китай
- Lysiteles auriculatus Tang et al., 2008 — Китай
- Lysiteles badongensis Song & Chai, 1990 — Китай
- Lysiteles bhutanus Ono, 2001 — Бутан, Китай
- Lysiteles boteus Barrion & Litsinger, 1995 — Филиппины
- Lysiteles brunettii (Tikader, 1962) — Индия
- Lysiteles catulus Simon, 1895 — Индия
- Lysiteles clavellatus Tang et al., 2008 — Китай
- Lysiteles conflatus Tang et al., 2008 — Китай
- Lysiteles conicus Tang et al., 2007 — Китай
- Lysiteles coronatus (Grube, 1861) — Россия, Китай, Корея, Япония
- Lysiteles corrugus Tang et al., 2008 — Китай
- Lysiteles curvatus Tang et al., 2008 — Китай
- Lysiteles davidi Tang et al., 2007 — Китай
- Lysiteles dentatus Tang et al., 2007 — Китай
- Lysiteles dianicus Song & Zhao, 1994 — Китай
- Lysiteles digitatus Zhang, Zhu & Tso, 2006 — Тайвань
- Lysiteles distortus Tang et al., 2008 — Китай
- Lysiteles excultus (O. P.-Cambridge, 1885) — Индия, Пакистан
- Lysiteles furcatus Tang & Li, 2010 — Китай
- Lysiteles guoi Tang et al., 2008 — Китай
- Lysiteles himalayensis Ono, 1979 — Непал, Бутан, Китай
- Lysiteles hongkong Song, Zhu & Wu, 1997 — Китай
- Lysiteles inflatus Song & Chai, 1990 — Китай
- Lysiteles kunmingensis Song & Zhao, 1994 — Бутан, Китай
- Lysiteles leptosiphus Tang & Li, 2010 — Китай
- Lysiteles lepusculus Ono, 1979 — Непал
- Lysiteles linzhiensis Hu, 2001 — Китай
- Lysiteles magkalapitus Barrion & Litsinger, 1995 — Филиппины
- Lysiteles maior Ono, 1979 — Россия, от Непала до Японии
- Lysiteles mandali (Tikader, 1966) — Индия, Китай
- Lysiteles miniatus Ono, 1980 — Острова Рюкю
- Lysiteles minimus (Schenkel, 1953) — Китай
- Lysiteles minusculus Song & Chai, 1990 — Бутан, Китай
- Lysiteles montivagus Ono, 1979 — Непал
- Lysiteles niger Ono, 1979 — Непал, Бутан, Китай
- Lysiteles okumae Ono, 1980 — Япония
- Lysiteles parvulus Ono, 1979 — Непал
- Lysiteles punctiger Ono, 2001 — Бутан, Китай
- Lysiteles qiuae Song & Wang, 1991 — Китай
- Lysiteles saltus Ono, 1979 — Непал, Бутан, Китай
- Lysiteles silvanus Ono, 1980 — Китай, Тайвань
- Lysiteles sorsogonensis Barrion & Litsinger, 1995 — Филиппины
- Lysiteles spirellus Tang et al., 2008 — Китай
- Lysiteles subdianicus Tang et al., 2008 — Китай
- Lysiteles suwertikos Barrion & Litsinger, 1995 — Филиппины
- Lysiteles torsivus Zhang, Zhu & Tso, 2006 — Китай, Тайвань
- Lysiteles transversus Tang et al., 2008 — Китай
- Lysiteles umalii Barrion & Litsinger, 1995 — Филиппины
- Lysiteles uniprocessus Tang et al., 2008 — Китай
- Lysiteles wenensis Song, 1995 — Китай
- Lysiteles wittmeri Ono, 2001 — Бутан

## Majellula
Majellula Strand, 1932
- Majellula affinis (O. P.-Cambridge, 1896) — Мексика
- Majellula pulchra Bryant, 1940 — Куба
- Majellula spinigera (O. P.-Cambridge, 1891) — Гватемала

## Massuria
Massuria Thorell, 1887
- Massuria angulata Thorell, 1887 — Мьянма
- Massuria bandian Tang & Li, 2010 — Китай
- Massuria bellula Xu, Han & Li, 2008 — Гонконг
- Massuria ovalis Tang & Li, 2010 — Китай
- Massuria roonwali (Basu, 1964) — Индия
- Massuria sreepanchamii (Tikader, 1962) — Индия
- Massuria watari Ono, 2002 — Япония

## Mastira
Mastira Thorell, 1891
- Mastira adusta (L. Koch, 1867) — Новая Гвинея, Квинсленд, Новый Южный Уэльс
- Mastira bipunctata Thorell, 1891 — Тайвань, Сингапур, Суматра
- Mastira bitaeniata (Thorell, 1878) — Амбон
- Mastira cimicina (Thorell, 1881) — Филиппины, Ару, Квинсленд
- Mastira flavens (Thorell, 1877) — Тайвань, Филиппины, Сулавеси
- Mastira menoka (Tikader, 1963) — Индия
- Mastira nicobarensis (Tikader, 1980) — Индия, Никобарские острова
- Mastira nitida (Thorell, 1877) — Филиппины, Сулавеси, Амбон, Молуккские острова
- Mastira serrula Tang & Li, 2010 — Китай
- Mastira tegularis Xu, Han & Li, 2008 — Гонконг

## Mecaphesa
Mecaphesa Simon, 1900
- Mecaphesa aikoae (Schick, 1965) — США
- Mecaphesa anguliventris (Simon, 1900) — Гавайи
- Mecaphesa arida (Suman, 1970) — Гавайи
- Mecaphesa asperata (Hentz, 1847) — Северная, Центральная Америка, Вест-Индия
- Mecaphesa baltea (Suman, 1970) — Гавайи
- Mecaphesa bubulcus (Suman, 1970) — Пуэрто-Рико
- Mecaphesa californica (Banks, 1896) — США, Мексика, Гаити
- Mecaphesa carletonica (Dondale & Redner, 1976) — США, Канада
- Mecaphesa cavata (Suman, 1970) — Гавайи
- Mecaphesa celer (Hentz, 1847) — Северная, Центральная Америка
  - Mecaphesa celer olivacea (Franganillo, 1930) — Куба
  - Mecaphesa celer punctata (Franganillo, 1926) — Куба
- Mecaphesa cincta Simon, 1900 — Гавайи
- Mecaphesa coloradensis (Gertsch, 1933) — США, Мексика
- Mecaphesa damnosa (Keyserling, 1880) — Мексика, Гватемала, Панама
- Mecaphesa decora (Banks, 1898) — Мексика, Гватемала
- Mecaphesa deserti (Schick, 1965) — США, Мексика
- Mecaphesa devia (Gertsch, 1939) — США
- Mecaphesa discreta (Suman, 1970) — Гавайи
- Mecaphesa dubia (Keyserling, 1880) — США, Мексика
- Mecaphesa edita (Suman, 1970) — Гавайи
- Mecaphesa facunda (Suman, 1970) — Гавайи
- Mecaphesa gabrielensis (Schick, 1965) — США
- Mecaphesa gertschi (Kraus, 1955) — Сальвадор
- Mecaphesa hiatus (Suman, 1970) — Гавайи
- Mecaphesa imbricata (Suman, 1970) — Гавайи
- Mecaphesa importuna (Keyserling, 1881) — США
  - Mecaphesa importuna belkini (Schick, 1965) — США
- Mecaphesa inclusa (Banks, 1902) — Галапагоссы
- Mecaphesa insulana (Keyserling, 1890) — Гавайи
- Mecaphesa juncta (Suman, 1970) — Гавайи
- Mecaphesa kanakana (Karsch, 1880) — Гавайи
- Mecaphesa lepida (Thorell, 1877) — США, Канада
- Mecaphesa lowriei (Schick, 1970) — США
- Mecaphesa naevigera (Simon, 1900) — Гавайи
- Mecaphesa nigrofrenata (Simon, 1900) — Гавайи
- Mecaphesa oreades (Simon, 1900) — Гавайи
- Mecaphesa perkinsi Simon, 1904 — Гавайи
- Mecaphesa persimilis (Kraus, 1955) — Сальвадор
- Mecaphesa prosper (O. P.-Cambridge, 1896) — Гватемала
- Mecaphesa quercina (Schick, 1965) — США
- Mecaphesa reddelli Baert, 2013 — Галапагоссы
- Mecaphesa revillagigedoensis (Jimenez, 1991) — Мексика
- Mecaphesa rothi (Schick, 1965) — США
- Mecaphesa rufithorax (Simon, 1904) — Гавайи
- Mecaphesa schlingeri (Schick, 1965) — США
- Mecaphesa semispinosa Simon, 1900 — Гавайи
- Mecaphesa sierrensis (Schick, 1965) — США
- Mecaphesa sjostedti (Berland, 1924) — Хуан-Фернандес
- Mecaphesa spiralis (F. O. P.-Cambridge, 1900) — Гватемала
- Mecaphesa velata (Simon, 1900) — Гавайи
- Mecaphesa verityi (Schick, 1965) — США

## Megapyge
Megapyge Caporiacco, 1947
- Megapyge rufa Caporiacco, 1947 — Гайана

## Metadiaea
Metadiaea Mello-Leitao, 1929
- Metadiaea fidelis Mello-Leitao, 1929 — Бразилия

## Micromisumenops
Micromisumenops Tang & Li, 2010
- Micromisumenops xiushanensis (Song & Chai, 1990) — Китай

## Misumena
Misumena Latreille, 1804
- Misumena adelae Mello-Leitao, 1944 — Аргентина
- Misumena alpha Chrysanthus, 1964 — Новая Гвинея
- Misumena amabilis Keyserling, 1880 — Перу
- Misumena annapurna Tikader, 1963 — Индия
- Misumena arrogans Thorell, 1881 — Остров Юл
- Misumena atrocincta Costa, 1875 — Египет
- Misumena beta Chrysanthus, 1964 — Новая Гвинея
- Misumena bicolor Simon, 1875 — Корсика
- Misumena bipunctata Rainbow, 1898 — Новая Гвинея
- Misumena citreoides (Taczanowski, 1872) — Гайана, Французская Гвиана
- Misumena conferta Banks, 1898 — Мексика
- Misumena fasciata Kulczynski, 1911 — Новая Гвинея
- Misumena fidelis Banks, 1898 — США, Мексика
- Misumena frenata Simon, 1909 — Вьетнам
- Misumena ganpatii Kumari & Mittal, 1994 — Индия
- Misumena greenae Tikader, 1965 — Индия
- Misumena grubei (Simon, 1895) — Монголия, Китай
- Misumena indra Tikader, 1963 — Индия
- Misumena innotata Thorell, 1881 — Новая Гвинея
- Misumena lorentzi Kulczynski, 1911 — Новая Гвинея
- Misumena luteovariata Mello-Leitao, 1929 — Бразилия
- Misumena maputiyana Barrion & Litsinger, 1995 — Филиппины
- Misumena maronica Caporiacco, 1954 — Французская Гвиана
- Misumena mridulai Tikader, 1962 — Индия
- Misumena nana Lessert, 1933 — Ангола
- Misumena nigripes (Taczanowski, 1872) — Перу, Французская Гвиана
- Misumena nigromaculata Denis, 1963 — Мадейра
- Misumena oblonga O. P.-Cambridge, 1885 — Яркенд
- Misumena pallescens Caporiacco, 1949 — Кения
- Misumena peninsulana Banks, 1898 — Мексика
- Misumena picta Franganillo, 1926 — Куба
- Misumena platimanu Mello-Leitao, 1929 — Бразилия
- Misumena quadrivulvata Franganillo, 1926 — Куба
- Misumena ritujae Gajbe, 2008 — Индия
- Misumena rubripes Keyserling, 1880 — Перу
- Misumena spinifera (Blackwall, 1862) — Мадейра, Канарские Острова
- Misumena spinigaster Mello-Leitao, 1929 — Бразилия
- Misumena tapyasuka Barrion & Litsinger, 1995 — Ява
- Misumena terrosa Soares, 1944 — Бразилия
- Misumena vatia (Clerck, 1757) — Голарктика
- Misumena viridans Mello-Leitao, 1917 — Бразилия

## Misumenoides
Misumenoides F. O. P.-Cambridge, 1900
- Misumenoides annulipes (O. P.-Cambridge, 1891) — Мексика, Гватемала
- Misumenoides athleticus (Mello-Leitao, 1944) — Бразилия, Аргентина
- Misumenoides bifissus F. O. P.-Cambridge, 1900 — Гватемала
- Misumenoides blandus (O. P.-Cambridge, 1891) — Гватемала, Панама
- Misumenoides carminatus Mello-Leitao, 1941 — Аргентина
- Misumenoides chlorophilus (Holmberg, 1881) — Аргентина
- Misumenoides corticatus Mello-Leitao, 1929 — Бразилия
- Misumenoides crassipes (Keyserling, 1880) — Колумбия
- Misumenoides dasysternon Mello-Leitao, 1943 — Чили
- Misumenoides decipiens Caporiacco, 1955 — Венесуэла
- Misumenoides depressus (O. P.-Cambridge, 1891) — Гватемала
- Misumenoides eximius Mello-Leitao, 1938 — Аргентина
- Misumenoides formosipes (Walckenaer, 1837) — США, Канада
- Misumenoides fusciventris Mello-Leitao, 1929 — Бразилия
- Misumenoides gerschmanae Mello-Leitao, 1944 — Аргентина
- Misumenoides gwarighatensis Gajbe, 2004 — Индия
- Misumenoides illotus Soares, 1944 — Бразилия
- Misumenoides magnus (Keyserling, 1880) — от Мексики до Колумбии
- Misumenoides naginae Biswas & Roy, 2008 — Индия
- Misumenoides nigripes Mello-Leitao, 1929 — Бразилия
- Misumenoides nigromaculatus (Keyserling, 1880) — Бразилия
- Misumenoides obesulus (Gertsch & Davis, 1940) — Мексика
- Misumenoides parvus (Keyserling, 1880) — от Мексики до Колумбии
- Misumenoides paucispinosus Mello-Leitao, 1929 — Бразилия, Гайана
- Misumenoides proseni Mello-Leitao, 1944 — Аргентина
- Misumenoides quetzaltocatl Jimenez, 1992 — Мексика
- Misumenoides roseiceps Mello-Leitao, 1949 — Бразилия
- Misumenoides rubrithorax Caporiacco, 1947 — Гайана
- Misumenoides rubroniger Mello-Leitao, 1947 — Бразилия
- Misumenoides rugosus (O. P.-Cambridge, 1891) — Гватемала, Панама
- Misumenoides similis (Keyserling, 1881) — Бразилия
- Misumenoides tibialis (O. P.-Cambridge, 1891) — Панама, Бразилия
- Misumenoides variegatus Mello-Leitao, 1941 — Аргентина
- Misumenoides vazquezae (Jimenez, 1986) — Мексика
- Misumenoides vigilans (O. P.-Cambridge, 1890) — Гватемала
- Misumenoides vulneratus Mello-Leitao, 1929 — Бразилия

## Misumenops
Misumenops F. O. P.-Cambridge, 1900
- Misumenops anachoretus (Holmberg, 1876) — Аргентина
- Misumenops armatus Spassky, 1952 — Центральная Азия
- Misumenops bellulus (Banks, 1896) — США, Куба, Виргинские Острова
- Misumenops biannulipes (Mello-Leitao, 1929) — Бразилия
- Misumenops bivittatus (Keyserling, 1880) — Бразилия, Уругвай
- Misumenops callinurus Mello-Leitao, 1929 — Бразилия
- Misumenops candidoi (Caporiacco, 1948) — Гайана
- Misumenops carneus Mello-Leitao, 1944 — Аргентина
- Misumenops conspersus (Keyserling, 1880) — Перу
- Misumenops consuetus (Banks, 1898) — Мексика
- Misumenops croceus (Keyserling, 1880) — от Колумбии до Парагвая
- Misumenops cruentatus (Walckenaer, 1837) — США
- Misumenops curadoi Soares, 1943 — Бразилия
- Misumenops dalmasi Berland, 1927 — Маркизские острова
- Misumenops decolor (Kulczynski, 1901) — Эфиопия
- Misumenops fluminensis Mello-Leitao, 1929 — Бразилия
- Misumenops forcatus Song & Chai, 1990 — Китай
- Misumenops gibbosus (Blackwall, 1862) — Бразилия
- Misumenops gracilis (Keyserling, 1880) — Мексика
- Misumenops guianensis (Taczanowski, 1872) — Венесуэла, Бразилия, Французская Гвиана, Парагвай
- Misumenops haemorrhous Mello-Leitao, 1949 — Бразилия
- Misumenops hunanensis Yin, Peng & Kim, 2000 — Китай
- Misumenops ignobilis (Badcock, 1932) — Парагвай, Аргентина
- Misumenops iners (Walckenaer, 1837) — США
- Misumenops khandalaensis Tikader, 1965 — Индия
- Misumenops lacticeps (Mello-Leitao, 1944) — Аргентина
- Misumenops lenis (Keyserling, 1880) — Бразилия
- Misumenops longispinosus (Mello-Leitao, 1949) — Бразилия
- Misumenops maculissparsus (Keyserling, 1891) — Бразилия, Аргентина
- Misumenops melloleitaoi Berland, 1942 — Таити, Moorea
- Misumenops mexicanus (Keyserling, 1880) — Мексика
- Misumenops morrisi Barrion & Litsinger, 1995 — Филиппины
- Misumenops nepenthicola (Pocock, 1898) — Сингапур, Борнео
- Misumenops ocellatus (Tullgren, 1905) — Боливия, Аргентина
- Misumenops octoguttatus Mello-Leitao, 1941 — Аргентина
- Misumenops pallens (Keyserling, 1880) — от Гватемалы до Аргентины
- Misumenops pallidus (Keyserling, 1880) — от Колумбии до Аргентины
  - Misumenops pallidus reichlini Schenkel, 1949 — Аргентина
- Misumenops paranensis (Mello-Leitao, 1932) — Бразилия
- Misumenops pascalis (O. P.-Cambridge, 1891) — Панама
- Misumenops punctatus (Keyserling, 1880) — Перу
- Misumenops rapaensis Berland, 1934 — Рапа-Ити
- Misumenops robustus Simon, 1929 — Венесуэла, Перу, Бразилия
- Misumenops roseofuscus Mello-Leitao, 1944 — Аргентина
- Misumenops rubrodecoratus Millot, 1942 — Африка
- Misumenops schiapelliae Mello-Leitao, 1944 — Аргентина
- Misumenops silvarum Mello-Leitao, 1929 — Бразилия
- Misumenops spinifer (Piza, 1937) — Бразилия
- Misumenops spinitarsis Mello-Leitao, 1932 — Бразилия
- Misumenops spinulosissimus (Berland, 1936) — Кабо-Верде
- Misumenops splendens (Keyserling, 1880) — Мексика
- Misumenops temibilis (Holmberg, 1876) — Чили, Аргентина
- Misumenops temihana Garb, 2007 — Society Islands
- Misumenops turanicus Charitonov, 1946 — Узбекистан
- Misumenops variegatus (Keyserling, 1880) — Перу
- Misumenops varius (Keyserling, 1880) — Колумбия
- Misumenops zeugma Mello-Leitao, 1929 — Бразилия
- Misumenops zhangmuensis (Hu & Li, 1987) — Китай

## Misumessus
Misumessus Banks, 1904
- Misumessus oblongus (Keyserling, 1880) — от Канады до Гватемалы, Сент-Винсент

## Modysticus
Modysticus Gertsch, 1953
- Modysticus floridanus (Banks, 1895) — США
- Modysticus imitatus (Gertsch, 1953) — Мексика
- Modysticus modestus (Scheffer, 1904) — США
- Modysticus okefinokensis (Gertsch, 1934) — США

## Monaeses
Monaeses Thorell, 1869
- Monaeses aciculus (Simon, 1903) — от Непала до Японии, Филиппины
- Monaeses attenuatus O. P.-Cambridge, 1899 — Шри-Ланка
- Monaeses austrinus Simon, 1910 — Западная, Южная Африка
- Monaeses brevicaudatus L. Koch, 1874 — Квинсленд
- Monaeses caudatus Tang & Song, 1988 — Китай
- Monaeses cinerascens (Thorell, 1887) — Шри-Ланка, Мьянма
- Monaeses fasciculiger Jezequel, 1964 — Кот-д’Ивуар
- Monaeses fuscus Dippenaar-Schoeman, 1984 — Южная Африка
- Monaeses gibbus Dippenaar-Schoeman, 1984 — Южная Африка
- Monaeses greeni O. P.-Cambridge, 1899 — Шри-Ланка
- Monaeses griseus Pavesi, 1897 — от Эфиопии до Южной Африки
- Monaeses guineensis Millot, 1942 — Гвинея
- Monaeses habamatinikus Barrion & Litsinger, 1995 — Филиппины
- Monaeses israeliensis Levy, 1973 — Греция, Турция, Израиль, Ливан, Центральная Азия
- Monaeses jabalpurensis Gajbe & Rane, 1992 — Индия
- Monaeses lucasi (Taczanowski, 1872) — Гайана
- Monaeses mukundi Tikader, 1980 — Индия
- Monaeses nigritus Simon, 1909 — Вьетнам
- Monaeses pachpediensis (Tikader, 1980) — Индия
- Monaeses paradoxus (Lucas, 1846) — Европа до Азербайджана, Африка
- Monaeses parvati Tikader, 1963 — Индия
- Monaeses pustulosus Pavesi, 1895 — от Эфиопии до Южной Африки
- Monaeses quadrituberculatus Lawrence, 1927 — Южная Африка
- Monaeses reticulatus (Simon, 1909) — Вьетнам
- Monaeses tuberculatus (Thorell, 1895) — Мьянма
- Monaeses xiphosurus Simon, 1907 — Гвинея-Бисау
- Monaeses xyphoides L. Koch, 1874 — Квинсленд

## Musaeus
Musaeus Thorell, 1890
- Musaeus politus Thorell, 1890 — Суматра

## Mystaria
Mystaria Simon, 1895
- Mystaria rufolimbata Simon, 1895 — Западная Африка
- Mystaria unicolor Simon, 1895 — Сьерра-Леоне

## Narcaeus
Narcaeus Thorell, 1890
- Narcaeus picinus Thorell, 1890 — Ява

## Nyctimus
Nyctimus Thorell, 1877
- Nyctimus bistriatus Thorell, 1877 — Суматра, Сулавеси

## Ocyllus
Ocyllus Thorell, 1887
- Ocyllus binotatus Thorell, 1887 — Мьянма
- Ocyllus pallens Thorell, 1895 — Мьянма

## Onocolus
Onocolus Simon, 1895
- Onocolus biocellatus Mello-Leitao, 1948 — Гайана
- Onocolus compactilis Simon, 1895 — Перу, Бразилия
- Onocolus echinatus (Taczanowski, 1872) — от Венесуэлы до Бразилии
- Onocolus echinicaudus Mello-Leitao, 1929 — Бразилия, Парагвай
- Onocolus echinurus Mello-Leitao, 1929 — Бразилия
- Onocolus eloaeus Lise, 1980 — Бразилия
- Onocolus garruchus Lise, 1979 — Бразилия
- Onocolus granulosus Mello-Leitao, 1929 — Перу, Бразилия
- Onocolus infelix Mello-Leitao, 1941 — Бразилия
- Onocolus intermedius (Mello-Leitao, 1929) — Бразилия, Парагвай
- Onocolus latiductus Lise, 1980 — Южная Америка
- Onocolus mitralis Lise, 1979 — Венесуэла, Бразилия
- Onocolus pentagonus (Keyserling, 1880) — от Панамы до Бразилии
- Onocolus perditus Mello-Leitao, 1929 — Бразилия
- Onocolus simoni Mello-Leitao, 1915 — Бразилия, Перу
- Onocolus trifolius Mello-Leitao, 1929 — Бразилия

## Ostanes
Ostanes Simon, 1895
- Ostanes pristis Simon, 1895 — Западная Африка

## Oxytate
Oxytate L. Koch, 1878
- Oxytate argenteooculata (Simon, 1886) — Центральная, Восточная, Южная Африка
- Oxytate attenuata (Thorell, 1895) — Мьянма
- Oxytate bhutanica Ono, 2001 — Бутан, Китай
- Oxytate capitulata Tang & Li, 2009 — Китай
- Oxytate chlorion (Simon, 1906) — Индия
- Oxytate clavulata Tang, Yin & Peng, 2008 — Китай
- Oxytate concolor (Caporiacco, 1947) — Эфиопия
- Oxytate elongata (Tikader, 1980) — Индия
- Oxytate forcipata Zhang & Yin, 1998 — Китай
- Oxytate greenae (Tikader, 1980) — Андаманские острова
- Oxytate guangxiensis He & Hu, 1999 — Китай
- Oxytate hoshizuna Ono, 1978 — Китай, Япония
- Oxytate isolata (Hogg, 1914) — Западная Австралия
- Oxytate jannonei (Caporiacco, 1940) — Эфиопия
- Oxytate kanishkai (Gajbe, 2008) — Индия
- Oxytate leruthi (Lessert, 1943) — Западная, Центральная Африка
- Oxytate multa Tang & Li, 2010 — Китай
- Oxytate parallela (Simon, 1880) — Китай, Корея
- Oxytate phaenopomatiformis (Strand, 1907) — Занзибар
- Oxytate placentiformis Wang, Chen & Zhang, 2012 — Китай
- Oxytate ribes (Jezequel, 1964) — Кот-д’Ивуар
- Oxytate sangangensis Tang et al., 1999 — Китай
- Oxytate striatipes L. Koch, 1878 — Россия, Китай, Корея, Тайвань, Япония
- Oxytate subvirens (Strand, 1907) — Шри-Ланка
- Oxytate taprobane Benjamin, 2001 — Шри-Ланка
- Oxytate virens (Thorell, 1891) — Вьетнам, Сингапур

## Ozyptila
Ozyptila Simon, 1864
- Ozyptila aculeipes Strand, 1906 — Тунис
- Ozyptila aculipalpa Wunderlich, 1995 — Иран
- Ozyptila americana Banks, 1895 — США, Канада
- Ozyptila amkhasensis Tikader, 1980 — Индия
- Ozyptila ankarensis Karol, 1966 — Турция
- Ozyptila annulipes (Lucas, 1846) — Алжир
- Ozyptila arctica Kulczynski, 1908 — Голарктика
- Ozyptila aspex Pavesi, 1895 — Эфиопия
- Ozyptila atlantica Denis, 1963 — Канарские Острова, Селваженш
- Ozyptila atomaria (Panzer, 1801) — Палеарктика
- Ozyptila barbara Denis, 1945 — Алжир
- Ozyptila beaufortensis Strand, 1916 — США, Канада
- Ozyptila bejarana Urones, 1998 — Испания, Франция
- Ozyptila biprominula Tang & Li, 2010 — Китай
- Ozyptila brevipes (Hahn, 1826) — Палеарктика
- Ozyptila caenosa Jezequel, 1966 — Кот-д’Ивуар
- Ozyptila callitys (Thorell, 1875) — Тунис
- Ozyptila chandosiensis Tikader, 1980 — Индия
- Ozyptila claveata (Walckenaer, 1837) — Палеарктика
- Ozyptila clavidorsa Roewer, 1959 — Турция
- Ozyptila clavigera (O. P.-Cambridge, 1872) — Израиль
- Ozyptila confluens (C. L. Koch, 1845) — Южная Европа, Сирия
- Ozyptila conostyla Hippa, Koponen & Oksala, 1986 — от Турции до Туркменистана
- Ozyptila conspurcata Thorell, 1877 — США, Канада
- Ozyptila creola Gertsch, 1953 — США
- Ozyptila curvata Dondale & Redner, 1975 — США, Канада
- Ozyptila dagestana Ponomarev & Dvadnenko, 2011 — Россия
- Ozyptila danubiana Weiss, 1998 — Румыния, Греция
- Ozyptila distans Dondale & Redner, 1975 — США, Канада
- Ozyptila elegans (Blackwall, 1870) — Италия
- Ozyptila flava Simon, 1875 — Испания
- Ozyptila formosa Bryant, 1930 — США
- Ozyptila fukushimai Ono, 2002 — Япония
- Ozyptila furcula L. Koch, 1882 — Испания, Франция, Балеарские острова
- Ozyptila fusca (Grube, 1861) — Россия
- Ozyptila gasanensis Paik, 1985 — Корея
- Ozyptila georgiana Keyserling, 1880 — США, Канада
- Ozyptila gertschi Kurata, 1944 — Голарктика
- Ozyptila geumoensis Seo & Sohn, 1997 — Корея
- Ozyptila grisea Roewer, 1955 — Иран, Афганистан
- Ozyptila hardyi Gertsch, 1953 — США
- Ozyptila heterophthalma Berland, 1938 — Новые Гебриды
- Ozyptila imbrex Tang & Li, 2010 — Китай
- Ozyptila inaequalis (Kulczynski, 1901) — Россия, Казахстан, Монголия, Китай
- Ozyptila inglesi Schick, 1965 — США
- Ozyptila jabalpurensis Bhandari & Gajbe, 2001 — Индия
- Ozyptila jeholensis Saito, 1936 — Китай
- Ozyptila judaea Levy, 1975 — Израиль
- Ozyptila kansuensis (Tang, Song & Zhu, 1995) — Китай
- Ozyptila kaszabi Marusik & Logunov, 2002 — Монголия, Китай
- Ozyptila khasi Tikader, 1961 — Индия
- Ozyptila ladina Thaler & Zingerle, 1998 — Италия
- Ozyptila laevis Denis, 1954 — Марокко
- Ozyptila leprieuri Simon, 1875 — Марокко, Алжир
- Ozyptila lugubris (Kroneberg, 1875) — Россия, Центральная Азия
- Ozyptila lutosa Ono & Martens, 2005 — Иран
- Ozyptila maculosa Hull, 1948 — Англия
- Ozyptila makidica Ono & Martens, 2005 — Иран
- Ozyptila manii Tikader, 1961 — Индия
- Ozyptila maratha Tikader, 1971 — Индия
- Ozyptila matsumotoi Ono, 1988 — Япония
- Ozyptila metschensis Strand, 1906 — Эфиопия, Восточная Африка
- Ozyptila mingrelica Mcheidze, 1971 — Грузия
- Ozyptila monroensis Keyserling, 1884 — США, Канада
- Ozyptila nigristerna Dalmas, 1922 — Италия
- Ozyptila nipponica Ono, 1985 — Китай, Корея, Япония
- Ozyptila nongae Paik, 1974 — Россия, Китай, Корея, Япония
- Ozyptila numida (Lucas, 1846) — Алжир
- Ozyptila omega Levy, 1975 — Израиль
- Ozyptila orientalis Kulczynski, 1926 — Россия, Монголия, Китай
  - Ozyptila orientalis balkarica Ovtsharenko, 1979 — Россия, Грузия
  - Ozyptila orientalis basegica Esyunin, 1992 — Россия
- Ozyptila pacifica Banks, 1895 — США, Канада
- Ozyptila panganica Caporiacco, 1947 — Восточная Африка
- Ozyptila parvimana Simon, 1886 — Сенегал
- Ozyptila patellibidens Levy, 1999 — Израиль
- Ozyptila pauxilla (Simon, 1870) — Западная Средиземноморье
- Ozyptila perplexa Simon, 1875 — Испания, Франция, Алжир
- Ozyptila praticola (C. L. Koch, 1837) — Голарктика
- Ozyptila pullata (Thorell, 1875) — Палеарктика
- Ozyptila rauda Simon, 1875 — Палеарктика
- Ozyptila reenae Basu, 1964 — Индия
- Ozyptila rigida (O. P.-Cambridge, 1872) — Израиль, Саудовская Аравия, Азербайджан
- Ozyptila sakhalinensis Ono, Marusik & Logunov, 1990 — Россия, Япония
- Ozyptila salustri Wunderlich, 2011 — Италия
- Ozyptila sanctuaria (O. P.-Cambridge, 1871) — Европа
- Ozyptila scabricula (Западнаяring, 1851) — Палеарктика
- Ozyptila secreta Thaler, 1987 — Швейцария, Италия
- Ozyptila sedotmikha Levy, 2007 — Израиль
- Ozyptila shuangqiaoensis Yin et al., 1999 — Китай
- Ozyptila simplex (O. P.-Cambridge, 1862) — Палеарктика
- Ozyptila sincera Kulczynski, 1926 — Голарктика
  - Ozyptila sincera canadensis Dondale & Redner, 1975 — США, Канада, Аляска
  - Ozyptila sincera oraria Dondale & Redner, 1975 — США
- Ozyptila spinosissima Caporiacco, 1934 — Каракорум
- Ozyptila spirembola Wunderlich, 1995 — Турция
- Ozyptila strandi Kolosvary, 1939 — Черногория
- Ozyptila tenerifensis Wunderlich, 1992 — Канарские Острова
- Ozyptila theobaldi Simon, 1885 — Индия
- Ozyptila tricoloripes Strand, 1913 — Турция, Израиль, Азербайджан, Туркменистан
- Ozyptila trux (Blackwall, 1846) — Палеарктика (Канада, ввезён)
  - Ozyptila trux devittata Strand, 1901 — Норвегия
- Ozyptila umbraculorum Simon, 1932 — Португалия, Испания, Франция
- Ozyptila utotchkini Marusik, 1990 — Россия
- Ozyptila varica Simon, 1875 — Алжир
- Ozyptila westringi (Thorell, 1873) — Швеция, Голландия, Германия
- Ozyptila wuchangensis Tang & Song, 1988 — Китай
- Ozyptila yosemitica Schick, 1965 — США

## Pactactes
Pactactes Simon, 1895
- Pactactes compactus Lawrence, 1947 — Южная Африка
- Pactactes obesus Simon, 1895 — Западная, Центральная Африка
- Pactactes trimaculatus Simon, 1895 — Занзибар

## Pagida
Pagida Simon, 1895
- Pagida pseudorchestes (Thorell, 1890) — Суматра
- Pagida salticiformis (O. P.-Cambridge, 1883) — Шри-Ланка

## Parabomis
Parabomis Kulczynski, 1901
- Parabomis anabensis Lawrence, 1928 — Намибия
- Parabomis levanderi Kulczynski, 1901 — Эфиопия
- Parabomis martini Lessert, 1919 — Восточная Африка

## Paramystaria
Paramystaria Lessert, 1919
- Paramystaria decorata Lessert, 1919 — Восточная Африка
- Paramystaria flavoguttata Lawrence, 1952 — Конго
- Paramystaria lata Lawrence, 1927 — Намибия
- Paramystaria variabilis Lessert, 1919 — Восточная Африка, Мозамбик
  - Paramystaria variabilis delesserti Caporiacco, 1949 — Кения
  - Paramystaria variabilis occidentalis Millot, 1942 — Гвинея

## Parasmodix
Parasmodix Jezequel, 1966
- Parasmodix quadrituberculata Jezequel, 1966 — Кот-д’Ивуар

## Parastephanops
Parastephanops F. O. P.-Cambridge, 1900
- Parastephanops cognatus (O. P.-Cambridge, 1892) — Панама
- Parastephanops echinatus (Banks, 1914) — Куба

## Parastrophius
Parastrophius Simon, 1903
- Parastrophius echinosoma Simon, 1903 — Камерун, Экваториальная Гвинея
- Parastrophius vishwai Dyal, 1935 — Пакистан

## Parasynema
Parasynema F. O. P.-Cambridge, 1900
- Parasynema cambridgei Roewer, 1951 — Гватемала
- Parasynema cirripes (O. P.-Cambridge, 1891) — от Мексики до Сальвадора

## Pasias
Pasias Simon, 1895
- Pasias luzonus Simon, 1895 — Филиппины
- Pasias marathas Tikader, 1965 — Индия
- Pasias puspagiri Tikader, 1963 — Индия

## Pasiasula
Pasiasula Roewer, 1942
- Pasiasula eidmanni Roewer, 1942 — Биоко

## Peritraeus
Peritraeus Simon, 1895
- Peritraeus hystrix Simon, 1895 — Шри-Ланка

## Phaenopoma
Phaenopoma Simon, 1895
- Phaenopoma milloti Roewer, 1961 — Сенегал
- Phaenopoma nigropunctatum (O. P.-Cambridge, 1883) — Южная Африка
- Phaenopoma planum Simon, 1895 — Сьерра-Леоне

## Pharta
Pharta Thorell, 1891
- Pharta bimaculata Thorell, 1891 — Малайзия, Сингапур
- Pharta brevipalpus (Simon, 1903) — Китай, Вьетнам, Острова Рюкю
- Pharta gongshan (Yang, Zhu & Song, 2006) — Китай
- Pharta nigra (Tang, Griswold & Peng, 2009) — Мьянма
- Pharta tengchong (Tang, Griswold & Yin, 2009) — Китай

## Pherecydes
Pherecydes O. P.-Cambridge, 1883
- Pherecydes carinae Dippenaar-Schoeman, 1980 — Южная Африка
- Pherecydes ionae Dippenaar-Schoeman, 1980 — Танзания
- Pherecydes livens Simon, 1895 — Тунис
- Pherecydes lucinae Dippenaar-Schoeman, 1980 — Южная Африка
- Pherecydes nicolaasi Dippenaar-Schoeman, 1980 — Южная Африка
- Pherecydes tuberculatus O. P.-Cambridge, 1883 — Южная Африка
- Pherecydes zebra Lawrence, 1927 — Западная, Южная Африка
  - Pherecydes zebra tropicalis Millot, 1942 — Буркина-Фасо

## Philodamia
Philodamia Thorell, 1894
- Philodamia armillata Thorell, 1895 — Бутан, Мьянма
- Philodamia gongi (Yin et al., 2004) — Китай
- Philodamia hilaris Thorell, 1894 — Сингапур
- Philodamia pingxiang Zhu & Ono, 2007 — Китай
- Philodamia semicincta (Workman, 1896) — Сингапур
- Philodamia tongmian Zhu & Ono, 2007 — Китай
- Philodamia variata Thorell, 1894 — Сингапур

## Philogaeus
Philogaeus Simon, 1895
- Philogaeus campestratus Simon, 1895 — Бразилия
- Philogaeus echimys Mello-Leitao, 1943 — Чили

## Phireza
Phireza Simon, 1886
- Phireza sexmaculata Simon, 1886 — Бразилия

## Phrynarachne
Phrynarachne Thorell, 1869
- Phrynarachne bimaculata Thorell, 1895 — Мьянма
- Phrynarachne brevis Tang & Li, 2010 — Китай
- Phrynarachne ceylonica (O. P.-Cambridge, 1884) — от Шри-Ланки до Китая, Тайвань, Япония
- Phrynarachne clavigera Simon, 1903 — Мадагаскар
- Phrynarachne coerulescens (Doleschall, 1859) — Ява
- Phrynarachne cucullata Simon, 1886 — Камбоджа, Вьетнам, Молуккские острова
- Phrynarachne decipiens (Forbes, 1883) — Малайзия, Ява, Суматра
- Phrynarachne dissimilis (Doleschall, 1859) — Ява
- Phrynarachne fatalis O. P.-Cambridge, 1899 — Шри-Ланка
- Phrynarachne gracilipes Pavesi, 1895 — Эфиопия
- Phrynarachne huangshanensis Li, Chen & Song, 1985 — Китай
- Phrynarachne jobiensis (Thorell, 1877) — Новая Гвинея
- Phrynarachne kannegieteri Hasselt, 1893 — Суматра
- Phrynarachne katoi Chikuni, 1955 — Китай, Корея, Япония
- Phrynarachne lancea Tang & Li, 2010 — Китай
- Phrynarachne mammillata Song, 1990 — Китай
- Phrynarachne marmorata Pocock, 1899 — Экваториальная Гвинея
- Phrynarachne melloleitaoi Lessert, 1933 — Ангола
- Phrynarachne olivacea Jezequel, 1964 — Кот-д’Ивуар
- Phrynarachne papulata Thorell, 1891 — Мьянма
  - Phrynarachne papulata aspera Thorell, 1895 — Мьянма
- Phrynarachne peeliana (Stoliczka, 1869) — Индия
- Phrynarachne pusiola Simon, 1903 — Мадагаскар
- Phrynarachne rothschildi Pocock & Rothschild, 1903 — Шри-Ланка
- Phrynarachne rubroperlata Simon, 1907 — Западная Африка
- Phrynarachne rugosa (Latreille, 1804) — Западная Африка, Малави, Мадагаскар, Маврикий, Реюньон
  - Phrynarachne rugosa infernalis (Strand, 1907) — Камерун, Экваториальная Гвинея, Малави
  - Phrynarachne rugosa spongicolorata Millot, 1942 — Гвинея
- Phrynarachne sinensis Peng, Yin & Kim, 2004 — Китай
- Phrynarachne tuberculata Rainbow, 1899 — Новая Гвинея
- Phrynarachne tuberosa (Blackwall, 1864) — Индия
- Phrynarachne tuberosula (Karsch, 1880) — Западная Африка

## Physoplatys
Physoplatys Simon, 1895
- Physoplatys nitidus Simon, 1895 — Парагвай

## Pistius
Pistius Simon, 1875
- Pistius barchensis Basu, 1965 — Индия
- Pistius bhadurii Basu, 1965 — Индия
- Pistius gangulyi Basu, 1965 — Индия, Китай
- Pistius kalimpus Tikader, 1970 — Индия
- Pistius kanikae Basu, 1964 — Индия
- Pistius robustus Basu, 1965 — Индия
- Pistius rotundus Tang & Li, 2010 — Китай
- Pistius tikaderi Kumari & Mittal, 1999 — Индия
- Pistius truncatus (Pallas, 1772) — Палеарктика
- Pistius undulatus Karsch, 1879 — Россия, Казахстан, Китай, Корея, Япония

## Plancinus
Plancinus Simon, 1886
- Plancinus brevipes Simon, 1886 — Уругвай
- Plancinus cornutus Simon, 1886 — Уругвай
- Plancinus runcinioides Simon, 1886 — Уругвай

## Plastonomus
Plastonomus Simon, 1903
- Plastonomus octoguttatus Simon, 1903 — Мадагаскар

## Platyarachne
Platyarachne Keyserling, 1880
- Platyarachne argentina Mello-Leitao, 1944 — Аргентина
- Platyarachne episcopalis (Taczanowski, 1872) — Французская Гвиана
- Platyarachne histrix Simon, 1895 — Бразилия
- Platyarachne scopulifera Simon, 1895 — Перу

## Platythomisus
Platythomisus Doleschall, 1859
- Platythomisus deserticola Lawrence, 1936 — Южная Африка
- Platythomisus heraldicus Karsch, 1878 — Восточная Африка, Занзибар
- Platythomisus insignis Pocock, 1899 — Экваториальная Гвинея, Конго
- Platythomisus jubbi Lawrence, 1968 — Южная Африка
- Platythomisus jucundus Thorell, 1894 — Ява
- Platythomisus nigriceps Pocock, 1899 — Экваториальная Гвинея, Кот-д’Ивуар
- Platythomisus octomaculatus (C. L. Koch, 1845) — Суматра, Ява
- Platythomisus pantherinus Pocock, 1898 — Малави
- Platythomisus quadrimaculatus Hasselt, 1882 — Суматра
- Platythomisus scytodimorphus (Karsch, 1886) — Восточная Африка
- Platythomisus sexmaculatus Simon, 1897 — Сомали
- Platythomisus sibayius Lawrence, 1968 — Южная Африка
- Platythomisus sudeepi Biswas, 1977 — Индия

## Poecilothomisus
Poecilothomisus Simon, 1895
- Poecilothomisus speciosus (Thorell, 1881) — Северная Австралия

## Porropis
Porropis L. Koch, 1876
- Porropis callipoda Thorell, 1881 — Квинсленд, Новая Гвинея
- Porropis flavifrons L. Koch, 1876 — Квинсленд
- Porropis homeyeri (Karsch, 1880) — Ангола
- Porropis nitidula Thorell, 1881 — Квинсленд
- Porropis poecila Kulczynski, 1911 — Новая Гвинея
- Porropis tristicula Thorell, 1881 — Квинсленд

## Pothaeus
Pothaeus Thorell, 1895
- Pothaeus armatus Thorell, 1895 — Мьянма

## Prepotelus
Prepotelus Simon, 1898
- Prepotelus curtus Ledoux, 2004 — Реюньон
- Prepotelus lanceolatus Simon, 1898 — Маврикий, Реюньон
- Prepotelus limbatus (Simon, 1898) — Маврикий
- Prepotelus pectinitarsis (Simon, 1898) — Маврикий

## Pseudamyciaea
Pseudamyciaea Simon, 1905
- Pseudamyciaea fuscicauda Simon, 1905 — Ява

## Pseudoporrhopis
Pseudoporrhopis Simon, 1886
- Pseudoporrhopis granum Simon, 1886 — Мадагаскар

## Pycnaxis
Pycnaxis Simon, 1895
- Pycnaxis guttata Simon, 1895 — Филиппины

## Pyresthesis
Pyresthesis Butler, 1879
- Pyresthesis berlandi Caporiacco, 1947 — Гайана
- Pyresthesis laevis (Keyserling, 1877) — Мадагаскар

## Reinickella
Reinickella Dahl, 1907
- Reinickella xysticoides Dahl, 1907 — Ява

## Rejanellus
Rejanellus Lise, 2005
- Rejanellus granulatus (Bryant, 1940) — Куба
- Rejanellus mutchleri (Petrunkevitch, 1930) — Пуэрто-Рико
- Rejanellus pallescens (Bryant, 1940) — Куба, Гаити
- Rejanellus venustus (Bryant, 1948) — Гаити

## Rhaebobates
Rhaebobates Thorell, 1881
- Rhaebobates latifrons Kulczynski, 1911 — Новая Гвинея
- Rhaebobates lituratus Thorell, 1881 — Новая Гвинея

## Runcinia
Runcinia Simon, 1875
- Runcinia acuminata (Thorell, 1881) — от Бангладеш до Японии, Новая Гвинея, Австралия
- Runcinia aethiops (Simon, 1901) — Африка
- Runcinia affinis Simon, 1897 — Африка, от Бангладеш до Японии, Филиппины, Ява
- Runcinia albida (Marx, 1893) — Конго
- Runcinia bifrons (Simon, 1895) — Индия, Шри-Ланка, Вьетнам
- Runcinia carae Dippenaar-Schoeman, 1983 — Ботсвана, Кения
- Runcinia caudata Schenkel, 1963 — Китай
- Runcinia depressa Simon, 1906 — Африка
- Runcinia disticta Thorell, 1891 — Мьянма, Суматра, Ява
- Runcinia dubia Caporiacco, 1940 — Сомали
- Runcinia erythrina Jezequel, 1964 — Западная, Южная Африка
- Runcinia escheri Reimoser, 1934 — Индия
- Runcinia flavida (Simon, 1881) — Испания, Африка
- Runcinia ghorpadei Tikader, 1980 — Индия
- Runcinia grammica (C. L. Koch, 1837) — Палеарктика, Остров Святой Елены, Южная Африка
- Runcinia johnstoni Lessert, 1919 — Африка
- Runcinia khandari Gajbe, 2004 — Индия
- Runcinia kinbergi Thorell, 1891 — Мьянма, Никобарские острова, Ява
- Runcinia longipes Strand, 1906 — Эфиопия
- Runcinia manicata Thorell, 1895 — Мьянма
- Runcinia multilineata Roewer, 1961 — Сенегал
- Runcinia oculifrons Strand, 1907 — Мадагаскар
- Runcinia plana Simon, 1895 — Парагвай
- Runcinia roonwali Tikader, 1965 — Индия
- Runcinia sitadongri Gajbe, 2004 — Индия
- Runcinia soeensis Schenkel, 1944 — Тимор
- Runcinia spinulosa (O. P.-Cambridge, 1885) — Пакистан, Индия
- Runcinia tarabayevi Marusik & Logunov, 1990 — Центральная Азия
- Runcinia tropica Simon, 1907 — Африка
- Runcinia yogeshi Gajbe & Gajbe, 2001 — Индия

## Runcinioides
Runcinioides Mello-Leitao, 1929
- Runcinioides argenteus Mello-Leitao, 1929 — Бразилия, Французская Гвиана
- Runcinioides litteratus (Piza, 1933) — Бразилия
- Runcinioides pustulatus Mello-Leitao, 1929 — Бразилия
- Runcinioides souzai Soares, 1942 — Бразилия

## Saccodomus
Saccodomus Rainbow, 1900
- Saccodomus formivorus Rainbow, 1900 — Новый Южный Уэльс

## Scopticus
Scopticus Simon, 1895
- Scopticus herbeus Simon, 1895 — Ява

## Sidymella
Sidymella Strand, 1942
- Sidymella angularis (Urquhart, 1885) — Новая Зеландия
- Sidymella angulata (Urquhart, 1885) — Новая Зеландия
- Sidymella benhami (Hogg, 1910) — Новая Зеландия, Остров Стьюарт
- Sidymella bicuspidata (L. Koch, 1874) — Квинсленд
- Sidymella hirsuta (L. Koch, 1874) — Квинсленд
- Sidymella jordanensis (Soares, 1944) — Бразилия
- Sidymella kochi (Simon, 1908) — Западная Австралия
- Sidymella kolpogaster (Lise, 1973) — Бразилия
- Sidymella lampei (Strand, 1913) — Виктория
- Sidymella lobata (L. Koch, 1874) — Квинсленд, Новый Южный Уэльс
- Sidymella longipes (L. Koch, 1874) — Квинсленд
- Sidymella longispina (Mello-Leitao, 1943) — Бразилия
- Sidymella lucida (Keyserling, 1880) — от Колумбии до Аргентины
- Sidymella multispinulosa (Mello-Leitao, 1944) — Бразилия
- Sidymella nigripes (Mello-Leitao, 1947) — Бразилия
- Sidymella obscura (Mello-Leitao, 1929) — Бразилия
- Sidymella parallela (Mello-Leitao, 1929) — Бразилия
- Sidymella rubrosignata (L. Koch, 1874) — Новый Южный Уэльс
- Sidymella sigillata (Mello-Leitao, 1941) — Уругвай
- Sidymella spinifera (Mello-Leitao, 1929) — Бразилия
- Sidymella trapezia (L. Koch, 1874) — Австралия

## Simorcus
Simorcus Simon, 1895
- Simorcus asiaticus Ono & Song, 1989 — Китай
- Simorcus capensis Simon, 1895 — Танзания, Южная Африка
- Simorcus coronatus Simon, 1907 — Западная, Центральная Африка
- Simorcus cotti Lessert, 1936 — Танзания, Мозамбик, Свазиленд, Южная Африка
- Simorcus cummingae Van Niekerk & Dippenaar-Schoeman, 2010 — Ботсвана, Зимбабве
- Simorcus guinea Van Niekerk & Dippenaar-Schoeman, 2010 — Гвинея, Конго
- Simorcus haddadi Van Niekerk & Dippenaar-Schoeman, 2010 — Южная Африка
- Simorcus hakos Van Niekerk & Dippenaar-Schoeman, 2010 — Намибия
- Simorcus itombwe Van Niekerk & Dippenaar-Schoeman, 2010 — Конго
- Simorcus kalemie Van Niekerk & Dippenaar-Schoeman, 2010 — Конго
- Simorcus lotzi Van Niekerk & Dippenaar-Schoeman, 2010 — Намибия, Ботсвана, Южная Африка
- Simorcus okavango Van Niekerk & Dippenaar-Schoeman, 2010 — Ботсвана
- Simorcus vanharteni Van Niekerk & Dippenaar-Schoeman, 2010 — Йемен, Танзания

## Sinothomisus
Sinothomisus Tang et al., 2006
- Sinothomisus hainanus (Song, 1994) — Китай
- Sinothomisus liae Tang et al., 2006 — Китай

## Smodicinodes
Smodicinodes Ono, 1993
- Smodicinodes hupingensis Tang, Yin & Peng, 2004 — Китай
- Smodicinodes kovaci Ono, 1993 — Малайзия
- Smodicinodes schwendingeri Benjamin, 2002 — Китай, Таиланд
- Smodicinodes yaoi Tang & Li, 2010 — Китай

## Smodicinus
Smodicinus Simon, 1895
- Smodicinus coroniger Simon, 1895 — Западная, Южная Африка

## Soelteria
Soelteria Dahl, 1907
- Soelteria nigra Dahl, 1907 — Мадагаскар

## Spilosynema
Spilosynema Tang & Li, 2010
- Spilosynema ansatum Tang & Li, 2010 — Китай
- Spilosynema comminum Tang & Li, 2010 — Китай
- Spilosynema mancum Tang & Li, 2010 — Китай
- Spilosynema ravum Tang & Li, 2010 — Китай

## Stephanopis
Stephanopis O. P.-Cambridge, 1869
- Stephanopis acanthogastra Mello-Leitao, 1929 — Бразилия
- Stephanopis ahenea Soares & Soares, 1946 — Бразилия
- Stephanopis altifrons O. P.-Cambridge, 1869 — Австралия
- Stephanopis angulata Rainbow, 1899 — Новая Гвинея
- Stephanopis antennata Tullgren, 1902 — Чили
- Stephanopis armata L. Koch, 1874 — Квинсленд
- Stephanopis aruana Thorell, 1881 — Ару
- Stephanopis aspera Rainbow, 1893 — Новый Южный Уэльс
- Stephanopis badia Keyserling, 1880 — Колумбия
- Stephanopis barbipes Keyserling, 1890 — Австралия
- Stephanopis bella Soares & Soares, 1946 — Бразилия
- Stephanopis bicornis L. Koch, 1874 — Новый Южный Уэльс
- Stephanopis borgmeyeri Mello-Leitao, 1929 — Бразилия
- Stephanopis bradleyi Mello-Leitao, 1929 — Австралия
- Stephanopis cambridgei Thorell, 1870 — Австралия, Тасмания
- Stephanopis championi (F. O. P.-Cambridge, 1900) — Панама
- Stephanopis cheesmanae Berland, 1938 — Новые Гебриды
- Stephanopis clavata O. P.-Cambridge, 1869 — Австралия
- Stephanopis colatinae Soares & Soares, 1946 — Бразилия
- Stephanopis congoensis Lessert, 1943 — Конго
- Stephanopis corticalis L. Koch, 1876 — Квинсленд
- Stephanopis cristipes Kulczynski, 1911 — Новая Гвинея
- Stephanopis depressa Bradley, 1871 — Квинсленд
- Stephanopis ditissima (Nicolet, 1849) — Чили
- Stephanopis elongata Bradley, 1871 — Квинсленд
- Stephanopis erinacea Karsch, 1878 — Фиджи
- Stephanopis exigua (Nicolet, 1849) — Чили
- Stephanopis fissifrons Rainbow, 1920 — Лорд-Хау
- Stephanopis furcillata Keyserling, 1880 — Бразилия
- Stephanopis hystrix Mello-Leitao, 1951 — Чили
- Stephanopis lata O. P.-Cambridge, 1869 — Новый Южный Уэльс, Виктория, Тасмания
- Stephanopis longimana Thorell, 1881 — Квинсленд
- Stephanopis macleayi Bradley, 1871 — Новый Южный Уэльс
- Stephanopis macrostyla Mello-Leitao, 1929 — Бразилия
- Stephanopis malacostracea (Walckenaer, 1837) — Австралия
- Stephanopis maulliniana Mello-Leitao, 1951 — Чили
- Stephanopis minuta L. Koch, 1876 — Квинсленд
- Stephanopis monticola Bradley, 1871 — Новый Южный Уэльс
- Stephanopis monulfi Chrysanthus, 1964 — Новая Гвинея
- Stephanopis nigra O. P.-Cambridge, 1869 — Австралия
- Stephanopis nodosa (Nicolet, 1849) — Чили
- Stephanopis obtusifrons Rainbow, 1902 — Новый Южный Уэльс
- Stephanopis octolobata Simon, 1886 — Мадагаскар
- Stephanopis ornata L. Koch, 1876 — Восточная Австралия
- Stephanopis palliolata Simon, 1908 — Западная Австралия
- Stephanopis parahybana Mello-Leitao, 1929 — Бразилия
- Stephanopis pentacantha Mello-Leitao, 1929 — Бразилия
- Stephanopis quimiliensis Mello-Leitao, 1942 — Аргентина
- Stephanopis quinquetuberculata (Taczanowski, 1872) — Колумбия, Бразилия, Французская Гвиана
- Stephanopis renipalpis Mello-Leitao, 1929 — Бразилия
- Stephanopis rhomboidalis Simon, 1886 — Мадагаскар
- Stephanopis rufiventris Bradley, 1871 — Новый Южный Уэльс
- Stephanopis salobrensis Mello-Leitao, 1929 — Бразилия
- Stephanopis scabra L. Koch, 1874 — Квинсленд, Новый Южный Уэльс, Тасмания
- Stephanopis secata (Walckenaer, 1805) — Тимор
- Stephanopis spissa (Nicolet, 1849) — Чили
- Stephanopis stelloides (Walckenaer, 1837) — Виргинские Острова, Бразилия
- Stephanopis thomisoides Bradley, 1871 — Квинсленд
- Stephanopis trilobata Mello-Leitao, 1929 — Бразилия
- Stephanopis tuberculata Bradley, 1871 — Новый Южный Уэльс
- Stephanopis verrucosa (Nicolet, 1849) — Чили
- Stephanopis vilosa Rainbow, 1911 — Австралия
- Stephanopis yulensis Thorell, 1881 — Остров Юл

## Stephanopoides
Stephanopoides Keyserling, 1880
- Stephanopoides brasiliana Keyserling, 1880 — Панама, Бразилия
- Stephanopoides sexmaculata Mello-Leitao, 1929 — Бразилия, Аргентина
- Stephanopoides simoni Keyserling, 1880 — Панама, Бразилия, Гайана, Перу, Боливия

## Stiphropella
Stiphropella Lawrence, 1952
- Stiphropella gracilis Lawrence, 1952 — Южная Африка

## Stiphropus
Stiphropus Gerstacker, 1873
- Stiphropus affinis Lessert, 1923 — Южная Африка
- Stiphropus bisigillatus Lawrence, 1952 — Южная Африка
- Stiphropus dentifrons Simon, 1895 — Габон, Конго, Биоко
- Stiphropus drassiformis (O. P.-Cambridge, 1883) — Восточная, Южная Африка
- Stiphropus duriusculus (Simon, 1885) — Индия
- Stiphropus falciformus Yang, Zhu & Song, 2006 — Китай
- Stiphropus gruberi Ono, 1980 — Суматра
- Stiphropus intermedius Millot, 1942 — Кот-д’Ивуар
- Stiphropus lippulus Simon, 1907 — Гвинея-Бисау
- Stiphropus lugubris Gerstacker, 1873 — Восточная Африка
- Stiphropus melas Jezequel, 1966 — Кот-д’Ивуар
- Stiphropus minutus Lessert, 1943 — Конго
- Stiphropus monardi Lessert, 1943 — Конго
- Stiphropus niger Simon, 1886 — Западная Африка
- Stiphropus ocellatus Thorell, 1887 — Китай, Мьянма, Вьетнам
- Stiphropus sangayus Barrion & Litsinger, 1995 — Филиппины
- Stiphropus scutatus Lawrence, 1927 — Намибия
- Stiphropus sigillatus (O. P.-Cambridge, 1883) — Шри-Ланка
- Stiphropus soureni Sen, 1964 — Индия, Непал, Бутан
- Stiphropus strandi Spassky, 1938 — Центральная Азия

## Strigoplus
Strigoplus Simon, 1885
- Strigoplus albostriatus Simon, 1885 — Бутан, Малайзия, Ява
- Strigoplus bilobus Saha & Raychaudhuri, 2004 — Индия
- Strigoplus guizhouensis Song, 1990 — Китай
- Strigoplus moluri Patel, 2003 — Индия
- Strigoplus netravati Tikader, 1963 — Индия

## Strophius
Strophius Keyserling, 1880
- Strophius albofasciatus Mello-Leitao, 1929 — Бразилия
- Strophius bifasciatus Mello-Leitao, 1940 — Гайана
- Strophius didacticus Mello-Leitao, 1917 — Бразилия
- Strophius fidelis Mello-Leitao, 1929 — Бразилия
- Strophius hirsutus O. P.-Cambridge, 1891 — Коста-Рика, Панама
- Strophius levyi Soares, 1943 — Бразилия
- Strophius melloleitaoi Soares, 1943 — Бразилия
- Strophius mendax Mello-Leitao, 1929 — Бразилия
- Strophius nigricans Keyserling, 1880 — Тринидад, Перу, Бразилия, Парагвай
- Strophius sigillatus Mello-Leitao, 1940 — Гайана
- Strophius signatus O. P.-Cambridge, 1892 — Мексика, Гватемала, Бразилия

## Sylligma
Sylligma Simon, 1895
- Sylligma cribrata (Simon, 1901) — Эфиопия
- Sylligma franki Lewis & Dippenaar-Schoeman, 2011 — Конго, Мозамбик, Руанда, Уганда
- Sylligma hirsuta Simon, 1895 — Габон, Конго, Руанда, Намибия
- Sylligma lawrencei Millot, 1942 — Габон, Нигерия, Guine. Конгоa
- Sylligma ndumi Lewis & Dippenaar-Schoeman, 2011 — Ботсвана, Южная Африка
- Sylligma spartica Lewis & Dippenaar-Schoeman, 2011 — Конго
- Sylligma theresa Lewis & Dippenaar-Schoeman, 2011 — Нигерия, Руанда, Кения

## Synaemops
Synaemops Mello-Leitao, 1929
- Synaemops nigridorsi Mello-Leitao, 1929 — Бразилия
- Synaemops notabilis Mello-Leitao, 1941 — Бразилия
- Synaemops pugilator Mello-Leitao, 1941 — Аргентина
- Synaemops rubropunctatus Mello-Leitao, 1929 — Бразилия

## Synalus
Synalus Simon, 1895
- Synalus angustus (L. Koch, 1876) — Новый Южный Уэльс
- Synalus terrosus Simon, 1895 — Тасмания

## Synema
Synema Simon, 1864
- Synema abrahami Mello-Leitao, 1948 — Гайана
- Synema adjunctum O. P.-Cambridge, 1891 — Панама
- Synema aequinoctiale (Taczanowski, 1872) — Мексика, Французская Гвиана
- Synema affinitatum O. P.-Cambridge, 1891 — от Мексики до Бразилии
- Synema albomaculatum Ono, 2001 — Бутан
- Synema anatolica Demir, Aktas & Topcu, 2009 — Турция
- Synema annulipes Dahl, 1907 — Восточная Африка
- Synema bariguiensis Mello-Leitao, 1947 — Бразилия
- Synema batarasa Barrion & Litsinger, 1995 — Филиппины
- Synema bellum Soares, 1944 — Бразилия
- Synema berlandi Lessert, 1919 — Эфиопия, Восточная Африка
- Synema bipunctatum (Taczanowski, 1872) — Бразилия, Французская Гвиана
- Synema bishopi Caporiacco, 1955 — Венесуэла, Французская Гвиана
- Synema bourgini Millot, 1942 — Гвинея
- Synema buettneri Dahl, 1907 — Камерун, Togo
- Synema camerunense Dahl, 1907 — Камерун
- Synema candicans (O. P.-Cambridge, 1876) — Египет
- Synema caucasicum Utochkin, 1960 — Грузия
- Synema cervinum Schenkel, 1936 — Китай
- Synema chikunii Ono, 1983 — Япония
- Synema concolor Caporiacco, 1947 — Восточная Африка
- Synema conradti Dahl, 1907 — Камерун
- Synema curvatum Dahl, 1907 — Восточная Африка
- Synema decens (Karsch, 1878) — Южная Африка
- Synema decoratum Tikader, 1960 — Индия, Китай
- Synema diana (Audouin, 1826) — от Туниса до Саудовской Аравии
- Synema fasciatum Mello-Leitao, 1929 — Бразилия
- Synema fiebrigi Dahl, 1907 — Парагвай
- Synema fischeri Dahl, 1907 — Сомали
- Synema flavimanum Dahl, 1907 — Восточная Африка
- Synema flavipes Dahl, 1907 — Togo
- Synema flavum Dahl, 1907 — Восточная Африка
- Synema flexuosum Dahl, 1907 — Восточная Африка
- Synema fuelleborni Dahl, 1907 — Восточная Африка
- Synema fuscomandibulatum Petrunkevitch, 1925 — Панама
- Synema glaucothorax Piza, 1934 — Бразилия
- Synema globosum (Fabricius, 1775) — Палеарктика
  - Synema globosum clarum Franganillo, 1913 — Испания
  - Synema globosum flavum Franganillo, 1913 — Испания
  - Synema globosum nigriventre Kulczynski, 1901 — Россия
  - Synema globosum pulchellum Franganillo, 1926 — Испания
- Synema gracilipes Dahl, 1907 — Конго, Восточная Африка
- Synema haemorrhoidale Dahl, 1907 — Парагвай
- Synema haenschi Dahl, 1907 — Гватемала, Бразилия
- Synema helvolum Simon, 1907 — Гвинея-Бисау
- Synema hildebrandti Dahl, 1907 — Мадагаскар
- Synema hirtipes Dahl, 1907 — Зимбабве
- Synema illustre Keyserling, 1880 — Перу
- Synema imitator (Pavesi, 1883) — Эфиопия, Восточная, Южная Африка
  - Synema imitator meridionale Strand, 1907 — Южная Африка
- Synema interjectivum Mello-Leitao, 1947 — Бразилия
- Synema jaspideum Simon, 1907 — Сьерра-Леоне, Биоко
- Synema lanceolatum Mello-Leitao, 1929 — Бразилия
- Synema langheldi Dahl, 1907 — Восточная, Южная Африка
- Synema laticeps Dahl, 1907 — Восточная Африка
- Synema latispinum Keyserling, 1883 — Перу
- Synema latissimum Dahl, 1907 — Togo
- Synema lineatum Thorell, 1894 — Сингапур
- Synema longipes Dahl, 1907 — Togo
- Synema longispinosum Dahl, 1907 — Восточная Африка
- Synema lopezi Jimenez, 1988 — Мексика
- Synema lunulatum Dahl, 1907 — Мадагаскар
- Synema luridum Keyserling, 1880 — Перу
- Synema luteovittatum Keyserling, 1891 — Бразилия
- Synema maculatovittatum Caporiacco, 1954 — Французская Гвиана
- Synema maculosum O. P.-Cambridge, 1891 — Центральная Америка
- Synema madidum O. P.-Cambridge, 1895 — Мексика
- Synema mandibulare Dahl, 1907 — Восточная Африка
- Synema marcidum Simon, 1907 — Гвинея-Бисау
- Synema marlothi Dahl, 1907 — Южная Африка
- Synema multipunctatum (Simon, 1895) — Йемен, Конго, Гвинея
- Synema mysorense Tikader, 1980 — Индия
- Synema nangoku Ono, 2002 — Китай, Япония
- Synema neomexicanum Gertsch, 1939 — США
- Synema nigrianum Mello-Leitao, 1929 — от Венесуэлы до Бразилии
- Synema nigriventer Dahl, 1907 — Восточная Африка
- Synema nigrotibiale Lessert, 1919 — Восточная Африка
- Synema nigrum Keyserling, 1880 — Перу
- Synema nitidulum Simon, 1929 — Бразилия
- Synema obscurifrons Dahl, 1907 — Мадагаскар
- Synema obscuripes Dahl, 1907 — Мадагаскар
- Synema opulentum Simon, 1886 — Вьетнам, Суматра
  - Synema opulentum birmanicum Thorell, 1887 — Мьянма
- Synema ornatum (Thorell, 1875) — Венгрия, Россия, Украина
- Synema palliatum O. P.-Cambridge, 1891 — Панама
- Synema papuanellum Strand, 1913 — Новая Гвинея
- Synema paraense Mello-Leitao, 1929 — Бразилия
- Synema parvulum (Hentz, 1847) — США, Мексика
- Synema pauciaculeis Caporiacco, 1947 — Восточная Африка
- Synema pereirai Soares, 1943 — Бразилия
- Synema pichoni Schenkel, 1963 — Китай
- Synema plorator (O. P.-Cambridge, 1872) — от Словакии до Израиля, Центральная Азия
- Synema pluripunctatum Mello-Leitao, 1929 — Бразилия
- Synema pusillum Caporiacco, 1955 — Венесуэла
- Synema putum O. P.-Cambridge, 1891 — Гватемала
- Synema quadratum Mello-Leitao, 1929 — Бразилия
- Synema quadrifasciatum Dahl, 1907 — Восточная Африка
- Synema quadrimaculatum Roewer, 1961 — Сенегал
- Synema reimoseri Lessert, 1928 — Конго
- Synema revolutum Tang & Li, 2010 — Китай
- Synema riflense Strand, 1909 — Южная Африка
- Synema rubromaculatum Keyserling, 1880 — Колумбия, Бразилия
- Synema scalare Strand, 1913 — Центральная Африка
- Synema scheffleri Dahl, 1907 — Восточная Африка
- Synema schulzi Dahl, 1907 — Бразилия
- Synema setiferum Mello-Leitao, 1929 — Бразилия
- Synema simoneae Lessert, 1919 — Восточная Африка
- Synema socium O. P.-Cambridge, 1891 — Панама
- Synema spinosum Mello-Leitao, 1929 — Бразилия
- Synema spirale Dahl, 1907 — Южная Америка
- Synema steckeri Dahl, 1907 — Togo, Судан
- Synema subabnorme Caporiacco, 1947 — Уганда
- Synema suteri Dahl, 1907 — Новая Зеландия
- Synema tadzhikistanicum Utochkin, 1960 — Центральная Азия
- Synema ternetzi Mello-Leitao, 1939 — Парагвай
- Synema tibiale Dahl, 1907 — Малави
- Synema togoense Dahl, 1907 — Togo
- Synema tricalcaratum Mello-Leitao, 1929 — Бразилия
- Synema trimaculosum Schmidt, 1956 — Эквадор
- Synema utotchkini Marusik & Logunov, 1995 — Турция, Казахстан, Киргизия
- Synema vachoni Jezequel, 1964 — Кот-д’Ивуар
- Synema valentinieri Dahl, 1907 — Египет
- Synema vallotoni Lessert, 1923 — Южная Африка
- Synema variabile Caporiacco, 1939 — Эфиопия
- Synema viridans (Banks, 1896) — США
- Synema viridisterne Jezequel, 1966 — Кот-д’Ивуар
- Synema vittatum Keyserling, 1880 — Перу
- Synema zonatum Tang & Song, 1988 — Китай

## Synstrophius
Synstrophius Mello-Leitao, 1925
- Synstrophius blanci (Mello-Leitao, 1917) — Бразилия
- Synstrophius muricatus Mello-Leitao, 1942 — Аргентина

## Tagulinus
Tagulinus Simon, 1903
- Tagulinus histrio Simon, 1903 — Вьетнам

## Tagulis
Tagulis Simon, 1895
- Tagulis granulosus Simon, 1895 — Сьерра-Леоне
- Tagulis mystacinus Simon, 1895 — Шри-Ланка

## Takachihoa
Takachihoa Ono, 1985
- Takachihoa lamellaris Tang & Li, 2010 — Китай
- Takachihoa onoi Zhang, Zhu & Tso, 2006 — Тайвань
- Takachihoa truciformis (Bosenberg & Strand, 1906) — Китай, Корея, Тайвань, Япония
- Takachihoa tumida Tang & Li, 2010 — Китай

## Talaus
Talaus Simon, 1886
- Talaus dulongjiang Tang et al., 2008 — Китай
- Talaus elegans Thorell, 1890 — Суматра
- Talaus limbatus Simon, 1895 — Южная Африка
- Talaus nanus Thorell, 1890 — Мьянма, Ява
- Talaus niger Tang et al., 2008 — Китай
- Talaus oblitus O. P.-Cambridge, 1899 — Шри-Ланка
- Talaus opportunus (O. P.-Cambridge, 1873) — Индия
- Talaus samchi Ono, 2001 — Бутан
- Talaus semicastaneus Simon, 1909 — Вьетнам
- Talaus sulcus Tang & Li, 2010 — Китай
- Talaus triangulifer Simon, 1886 — Суматра
- Talaus xiphosus Zhu & Ono, 2007 — Китай

## Tarrocanus
Tarrocanus Simon, 1895
- Tarrocanus capra Simon, 1895 — Шри-Ланка
- Tarrocanus viridis Dyal, 1935 — Пакистан

## Taypaliito
Taypaliito Barrion & Litsinger, 1995
- Taypaliito iorebotco Barrion & Litsinger, 1995 — Филиппины

## Tharpyna
Tharpyna L. Koch, 1874
- Tharpyna albosignata L. Koch, 1876 — Квинсленд, Новый Южный Уэльс
- Tharpyna campestrata L. Koch, 1874 — Квинсленд, Западная Австралия
- Tharpyna decorata Karsch, 1878 — Новый Южный Уэльс
- Tharpyna diademata L. Koch, 1874 — Австралия, Лорд-Хау
- Tharpyna himachalensis Tikader & Biswas, 1979 — Индия
- Tharpyna hirsuta L. Koch, 1875 — Австралия
- Tharpyna indica Tikader & Biswas, 1979 — Индия
- Tharpyna munda L. Koch, 1875 — Австралия
- Tharpyna simpsoni Hickman, 1944 — Южная Австралия
- Tharpyna speciosa Rainbow, 1920 — Лорд-Хау
- Tharpyna varica Thorell, 1890 — Ява
- Tharpyna venusta (L. Koch, 1874) — Новый Южный Уэльс

## Tharrhalea
Tharrhalea L. Koch, 1875
- Tharrhalea albipes L. Koch, 1875 — Новая Гвинея, Северная Австралия
- Tharrhalea bicornis Simon, 1895 — Филиппины
- Tharrhalea cerussata Simon, 1886 — Мадагаскар
- Tharrhalea fusca (Thorell, 1877) — Сулавеси
- Tharrhalea irrorata (Thorell, 1881) — Квинсленд
- Tharrhalea luzonica (Karsch, 1880) — Филиппины
- Tharrhalea maculata Kulczynski, 1911 — Новая Гвинея
- Tharrhalea mariae Barrion & Litsinger, 1995 — Филиппины
- Tharrhalea semiargentea Simon, 1895 — Мадагаскар
- Tharrhalea superpicta Simon, 1886 — Мадагаскар
- Tharrhalea variegata Kulczynski, 1911 — Новая Гвинея

## Thomisops
Thomisops Karsch, 1879
- Thomisops altus Tang & Li, 2010 — Китай
- Thomisops bullatus Simon, 1895 — Южная Африка
- Thomisops cretaceus Jezequel, 1964 — Кот-д’Ивуар, Камерун
- Thomisops granulatus Dippenaar-Schoeman, 1989 — Южная Африка
- Thomisops lesserti Millot, 1942 — Западная, Центральная, Южная Африка
- Thomisops melanopes Dippenaar-Schoeman, 1989 — Южная Африка
- Thomisops pupa Karsch, 1879 — Африка
- Thomisops sanmen Song, Zhang & Zheng, 1992 — Китай
- Thomisops senegalensis Millot, 1942 — Западная, Центральная, Южная Африка
- Thomisops sulcatus Simon, 1895 — Африка

## Thomisus
Thomisus Walckenaer, 1805

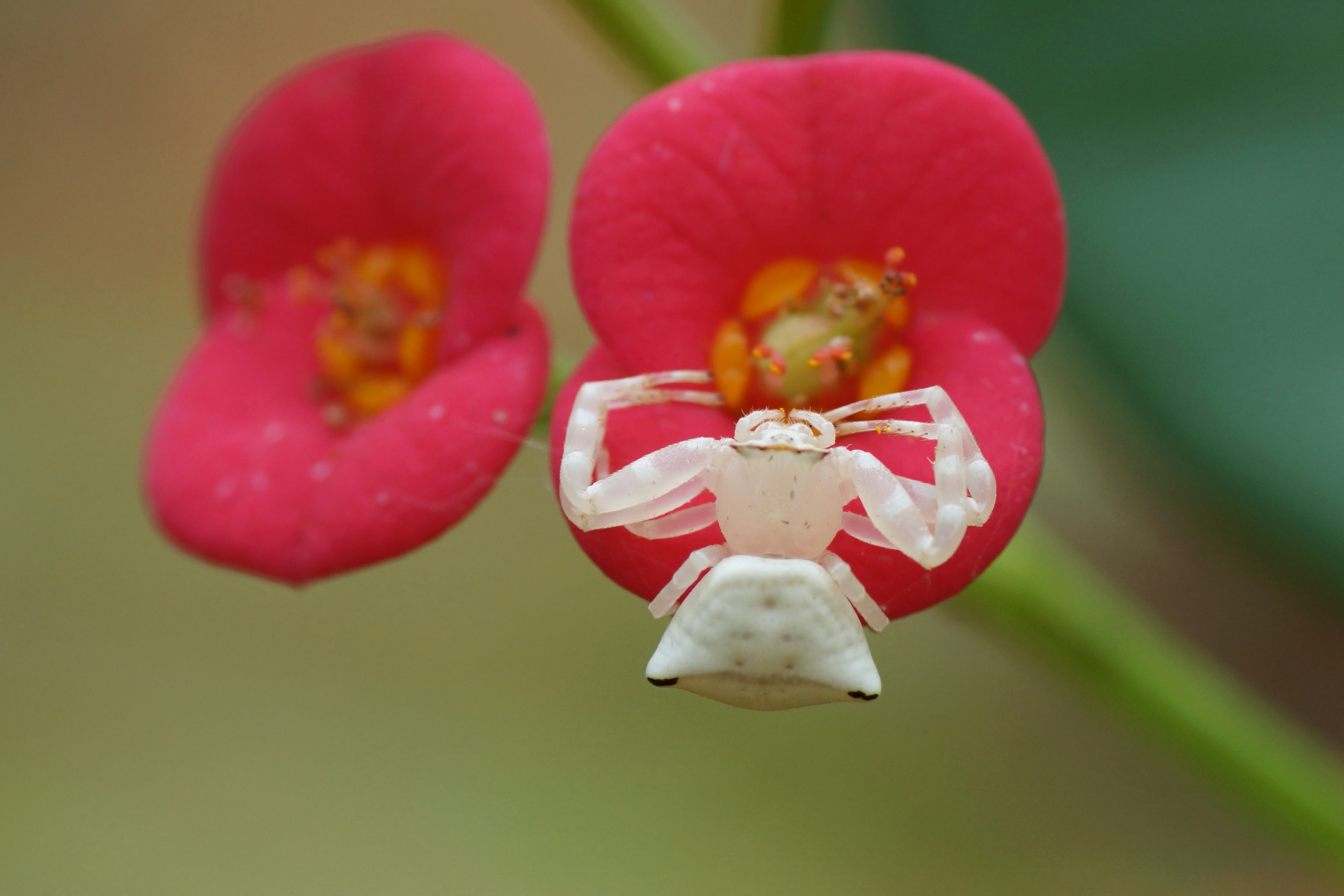
Thomisus Lobosus

- Thomisus albens O. P.-Cambridge, 1885 — Пакистан, Яркенд
- Thomisus albertianus Strand, 1913 — Габон, Конго, Уганда, Ангола
  - Thomisus albertianus guineensis Millot, 1942 — Гвинея, Ангола
  - Thomisus albertianus maculatus Comellini, 1959 — Камерун, Конго
  - Thomisus albertianus verrucosus Comellini, 1957 — Конго
- Thomisus albohirtus Simon, 1884 — Северная, Восточная Африка, Йемен
- Thomisus amadelphus Simon, 1909 — Вьетнам
- Thomisus andamanensis Tikader, 1980 — Андаманские острова
- Thomisus angulatulus Roewer, 1951 — Габон
- Thomisus angustifrons Lucas, 1858 — Габон
- Thomisus arabicus Simon, 1882 — Йемен
- Thomisus armillatus (Thorell, 1891) — Никобарские острова
- Thomisus ashishi Gajbe, 2005 — Индия
- Thomisus australis Comellini, 1957 — Центральная, Южная Африка
- Thomisus baghdeoi Gajbe, 2004 — Индия
- Thomisus bargi Gajbe, 2004 — Индия
- Thomisus beautifularis Basu, 1965 — Индия
- Thomisus benoiti Comellini, 1959 — Конго
- Thomisus bicolor Walckenaer, 1837 — США
- Thomisus bidentatus Kulczynski, 1901 — Западная Африка до Саудовской Аравии, Йемен
- Thomisus bigibbosus Keyserling, 1881 — США
- Thomisus blandus Karsch, 1880 — Африка, Йемен
- Thomisus boesenbergi Lenz, 1891 — Мадагаскар
- Thomisus bonnieri Simon, 1902 — Oman
- Thomisus bueanus Strand, 1916 — Камерун
- Thomisus bulani Tikader, 1960 — Индия
- Thomisus callidus (Thorell, 1890) — Шри-Ланка, Сингапур, Суматра, Ниас, Ява
- Thomisus cancroides Eydoux & Souleyet, 1841 — Неизвестно
- Thomisus candidus Blackwall, 1866 — Тропическая Африка
- Thomisus castaneiceps Simon, 1909 — Вьетнам
- Thomisus cavaleriei Schenkel, 1963 — Китай
- Thomisus citrinellus Simon, 1875 — Средиземноморье, Африка, Йемен, Сокотра, Сейшеллы
- Thomisus congoensis Comellini, 1957 — Центральная, Южная Африка
- Thomisus dalmasi Lessert, 1919 — Африка
- Thomisus danieli Gajbe, 2004 — Индия
- Thomisus daradioides Simon, 1890 — от Южной Африки до Индии
  - Thomisus daradioides nigroannulatus Caporiacco, 1947 — Восточная Африка
- Thomisus dartevellei Comellini, 1957 — Конго, Эфиопия, Малави
- Thomisus dentiger (Thorell, 1887) — Мьянма
- Thomisus destefanii Caporiacco, 1941 — Эфиопия
- Thomisus dhakuriensis Tikader, 1960 — Индия
- Thomisus dhananjayi Gajbe, 2005 — Индия
- Thomisus duriusculus (Thorell, 1877) — Сулавеси
- Thomisus dyali Kumari & Mittal, 1997 — Индия
- Thomisus elongatus Stoliczka, 1869 — Индия
- Thomisus eminulus Tang & Li, 2010 — Китай
- Thomisus galeatus Simon, 1909 — Вьетнам
- Thomisus ghesquierei Lessert, 1943 — Конго
- Thomisus godavariae Reddy & Patel, 1992 — Индия
- Thomisus gouluensis Peng, Yin & Kim, 2000 — Китай
- Thomisus granulatus Karsch, 1880 — Южная Африка
- Thomisus granulifrons Simon, 1906 — Индия, Шри-Ланка
- Thomisus guadahyrensis Keyserling, 1880 — Перу
- Thomisus guangxicus Song & Zhu, 1995 — Китай
- Thomisus hararinus Caporiacco, 1947 — Эфиопия
- Thomisus hui Song & Zhu, 1995 — Китай
- Thomisus hunanensis Peng, Yin & Kim, 2000 — Китай
- Thomisus ilocanus Barrion & Litsinger, 1995 — Филиппины
- Thomisus iswadus Barrion & Litsinger, 1995 — Филиппины
- Thomisus italongus Barrion & Litsinger, 1995 — Филиппины
- Thomisus janinae Comellini, 1957 — Конго, Танзания
- Thomisus jocquei Dippenaar-Schoeman, 1988 — Малави
- Thomisus kalaharinus Lawrence, 1936 — Африка, Йемен
- Thomisus katrajghatus Tikader, 1963 — Индия
- Thomisus keralae Biswas & Roy, 2005 — Индия
- Thomisus kitamurai Nakatsudi, 1943 — Острова Рюкю
- Thomisus kiwuensis Strand, 1913 — Центральная Африка
- Thomisus kokiwadai Gajbe, 2004 — Индия
- Thomisus krishnae Reddy & Patel, 1992 — Индия
- Thomisus labefactus Karsch, 1881 — Китай, Корея, Тайвань, Япония
- Thomisus laglaizei Simon, 1877 — Мьянма, Филиппины, Ява, Суматра
- Thomisus lamperti Strand, 1907 — Мадагаскар
- Thomisus leucaspis Simon, 1906 — Индия, Новая Каледония
- Thomisus litoris Strand, 1913 — Центральная Африка
- Thomisus lobosus Tikader, 1965 — Индия
- Thomisus ludhianaensis Kumari & Mittal, 1997 — Индия
- Thomisus machadoi Comellini, 1959 — Ангола, Кабо-Верде, Южная Африка
- Thomisus madagascariensis Comellini, 1957 — Мадагаскар
  - Thomisus madagascariensis pallidus Comellini, 1957 — Мадагаскар
- Thomisus manishae Gajbe, 2005 — Индия
- Thomisus manjuae Gajbe, 2005 — Индия
- Thomisus marginifrons Schenkel, 1963 — Китай
- Thomisus meenae Gajbe, 2005 — Индия
- Thomisus melanostethus Simon, 1909 — Вьетнам
- Thomisus mimae Sen & Basu, 1963 — Индия
- Thomisus modestus Blackwall, 1870 — Италия
- Thomisus natalensis Lawrence, 1942 — Южная Африка
- Thomisus nepenthiphilus Fage, 1930 — Суматра
- Thomisus nirmali Saha & Raychaudhuri, 2007 — Индия
- Thomisus nossibeensis Strand, 1907 — Мадагаскар
- Thomisus obscuratus Caporiacco, 1947 — Восточная Африка
- Thomisus obtusesetulosus Roewer, 1961 — Сенегал
- Thomisus ochraceus Walckenaer, 1841 — Алжир
- Thomisus odiosus O. P.-Cambridge, 1898 — Мексика
- Thomisus okinawensis Strand, 1907 — от Таиланда до Островов Рюкю, Филиппины, Индонезия
- Thomisus onustus Walckenaer, 1805 — Палеарктика
  - Thomisus onustus meridionalis Strand, 1907 — Северная Африка
- Thomisus oscitans Walckenaer, 1837 — США
- Thomisus pateli Gajbe, 2004 — Индия
- Thomisus pathaki Gajbe, 2004 — Индия
- Thomisus penicillatus Simon, 1909 — Вьетнам
- Thomisus perspicillatus (Thorell, 1890) — Борнео, Сулавеси
- Thomisus pooneus Tikader, 1965 — Индия
- Thomisus pritiae Gajbe, 2005 — Индия
- Thomisus projectus Tikader, 1960 — Индия
- Thomisus pugilis Stoliczka, 1869 — Индия
- Thomisus rajani Bhandari & Gajbe, 2001 — Индия
- Thomisus retirugus Simon, 1909 — Вьетнам
- Thomisus rigoratus Simon, 1906 — Индия
- Thomisus rishus Tikader, 1970 — Индия
- Thomisus roeweri Comellini, 1957 — Танзания
- Thomisus schoutedeni Comellini, 1957 — Конго
- Thomisus schultzei Simon, 1910 — Южная Африка
- Thomisus scrupeus (Simon, 1886) — Африка
- Thomisus shillongensis Sen, 1963 — Индия
- Thomisus shivajiensis Tikader, 1965 — Индия
- Thomisus sikkimensis Tikader, 1962 — Индия
- Thomisus simoni Gajbe, 2004 — Индия
- Thomisus socotrensis Dippenaar-Schoeman & van Harten, 2007 — Сокотра
- Thomisus sorajaii Basu, 1963 — Индия
- Thomisus spectabilis Doleschall, 1859 — от Индии до Австралии
- Thomisus spiculosus Pocock, 1901 — Западная, Центральная, Южная Африка
- Thomisus stenningi Pocock, 1900 — Африка, Сейшеллы, Йемен
- Thomisus stigmatisatus Walckenaer, 1837 — США
- Thomisus stoliczkai (Thorell, 1887) — Мьянма
- Thomisus sundari Gajbe & Gajbe, 2001 — Индия
- Thomisus swatowensis Strand, 1907 — Китай
- Thomisus tetricus Simon, 1890 — Йемен
- Thomisus transversus Fox, 1937 — Китай
- Thomisus trigonus Giebel, 1869 — Германия
- Thomisus tripunctatus Lucas, 1858 — Западная Африка
- Thomisus tuberculatus Dyal, 1935 — Пакистан
- Thomisus turgidus Walckenaer, 1837 — США
- Thomisus unidentatus Dippenaar-Schoeman & van Harten, 2007 — Йемен
- Thomisus venulatus Walckenaer, 1841 — Алжир
- Thomisus viveki Gajbe, 2004 — Индия
- Thomisus vulnerabilis Mello-Leitao, 1929 — Мьянма
- Thomisus wangi Tang, Yin & Peng, 2012 — Китай
- Thomisus whitakeri Gajbe, 2004 — Индия
- Thomisus yemensis Dippenaar-Schoeman & van Harten, 2007 — Йемен
- Thomisus zaheeri Parveen et al., 2008 — Пакистан
- Thomisus zhui Tang & Song, 1988 — Китай
- Thomisus zuluanus Lawrence, 1942 — Южная Африка
- Thomisus zyuzini Marusik & Logunov, 1990 — Турция, от Саудовской Аравии до Центральной Азии

## Titidiops
Titidiops Mello-Leitao, 1929
- Titidiops melanosternus Mello-Leitao, 1929 — Бразилия

## Titidius
Titidius Simon, 1895
- Titidius albifrons Mello-Leitao, 1929 — Бразилия
- Titidius albiscriptus Mello-Leitao, 1941 — Бразилия
- Titidius brasiliensis Mello-Leitao, 1915 — Бразилия
- Titidius caninde Esmerio & Lise, 1996 — Бразилия
- Titidius curvilineatus Mello-Leitao, 1941 — Бразилия
- Titidius difficilis Mello-Leitao, 1929 — Бразилия
- Titidius dubitatus Soares & Soares, 1946 — Бразилия
- Titidius dubius Mello-Leitao, 1929 — Бразилия
- Titidius galbanatus (Keyserling, 1880) — Колумбия, Бразилия
- Titidius gurupi Esmerio & Lise, 1996 — Бразилия
- Titidius haemorrhous Mello-Leitao, 1947 — Бразилия
- Titidius ignestii Caporiacco, 1947 — Гайана
- Titidius longicaudatus Mello-Leitao, 1943 — Бразилия
- Titidius marmoratus Mello-Leitao, 1929 — Бразилия
- Titidius multifasciatus Mello-Leitao, 1929 — Бразилия
- Titidius pauper Mello-Leitao, 1947 — Бразилия
- Titidius quinquenotatus Mello-Leitao, 1929 — Боливия, Бразилия, Суринам
- Titidius rubescens Caporiacco, 1947 — Венесуэла, Бразилия, Гвиана, Суринам
- Titidius rubrosignatus (Keyserling, 1880) — Бразилия
- Titidius uncatus Mello-Leitao, 1929 — Бразилия
- Titidius urucu Esmerio & Lise, 1996 — Бразилия

## Tmarus
Tmarus Simon, 1875
- Tmarus aberrans Mello-Leitao, 1944 — Бразилия
- Tmarus aculeatus Chickering, 1950 — Панама
- Tmarus africanus Lessert, 1919 — Танзания, Южная Африка
- Tmarus albidus (L. Koch, 1876) — Квинсленд
- Tmarus albifrons Piza, 1944 — Бразилия
- Tmarus albisterni Mello-Leitao, 1942 — Аргентина
- Tmarus albolineatus Keyserling, 1880 — Бразилия
- Tmarus alticola Mello-Leitao, 1929 — Бразилия
- Tmarus amazonicus Mello-Leitao, 1929 — Бразилия
- Tmarus ampullatus Soares, 1943 — Бразилия
- Tmarus angulatus (Walckenaer, 1837) — Северная Америка
- Tmarus angulifer Simon, 1895 — Квинсленд
- Tmarus aporus Soares & Camargo, 1948 — Бразилия
- Tmarus atypicus Mello-Leitao, 1929 — Бразилия
- Tmarus australis Mello-Leitao, 1941 — Аргентина
- Tmarus baptistai Silva-Moreira, 2010 — Бразилия
- Tmarus bedoti Lessert, 1928 — Конго
- Tmarus berlandi Lessert, 1928 — Конго
- Tmarus bifasciatus Mello-Leitao, 1929 — Перу, Бразилия
- Tmarus bifidipalpus Mello-Leitao, 1943 — Бразилия
- Tmarus biocellatus Mello-Leitao, 1929 — Бразилия
- Tmarus bisectus Piza, 1944 — Бразилия
- Tmarus borgmeyeri Mello-Leitao, 1929 — Бразилия
- Tmarus bucculentus Chickering, 1950 — Панама
- Tmarus byssinus Tang & Li, 2009 — Китай
- Tmarus caeruleus Keyserling, 1880 — Бразилия
- Tmarus cameliformis Millot, 1942 — Африка
- Tmarus camellinus Mello-Leitao, 1929 — Бразилия
- Tmarus cancellatus Thorell, 1899 — Камерун, Биоко
  - Tmarus cancellatus congoensis Comellini, 1955 — Конго
- Tmarus candefactus Caporiacco, 1954 — Французская Гвиана
- Tmarus candidissimus Mello-Leitao, 1947 — Бразилия
- Tmarus caporiaccoi Comellini, 1955 — Конго
- Tmarus caretta Mello-Leitao, 1929 — Бразилия
- Tmarus caxambuensis Mello-Leitao, 1929 — Бразилия
- Tmarus cinerasceus (L. Koch, 1876) — Квинсленд
- Tmarus cinereus Mello-Leitao, 1929 — Бразилия, Гайана
- Tmarus circinalis Song & Chai, 1990 — Китай
- Tmarus clavimanus Mello-Leitao, 1929 — Бразилия
- Tmarus clavipes Keyserling, 1891 — Бразилия
- Tmarus cognatus Chickering, 1950 — Панама
- Tmarus comellinii Garcia-Neto, 1989 — от Конго до Южной Африки
- Tmarus contortus Chickering, 1950 — Панама
- Tmarus corruptus O. P.-Cambridge, 1892 — Мексика, Панама
- Tmarus craneae Chickering, 1965 — Тринидад
- Tmarus cretatus Chickering, 1965 — Панама
- Tmarus curvus Chickering, 1950 — Панама
- Tmarus decens O. P.-Cambridge, 1892 — Панама
- Tmarus decoloratus Keyserling, 1883 — Перу
- Tmarus decorus Chickering, 1965 — Панама
- Tmarus dejectus (O. P.-Cambridge, 1885) — Индия
- Tmarus digitatus Mello-Leitao, 1929 — Бразилия
- Tmarus digitiformis Yang, Zhu & Song, 2005 — Китай
- Tmarus dostinikus Barrion & Litsinger, 1995 — Филиппины
- Tmarus ehecatltocatl Jimenez, 1992 — Мексика
- Tmarus elongatus Mello-Leitao, 1929 — Бразилия
- Tmarus eques Thorell, 1890 — Ява
- Tmarus espiritosantensis Soares & Soares, 1946 — Бразилия
- Tmarus estyliferus Mello-Leitao, 1929 — Бразилия
- Tmarus fallax Mello-Leitao, 1929 — Бразилия, Гайана
- Tmarus farri Chickering, 1965 — Ямайка
- Tmarus fasciolatus Simon, 1906 — Индия
- Tmarus femellus Caporiacco, 1941 — Эфиопия
- Tmarus floridensis Keyserling, 1884 — США
- Tmarus foliatus Lessert, 1928 — Африка, Коморские острова
- Tmarus formosus Mello-Leitao, 1917 — Бразилия
- Tmarus gajdosi Marusik & Logunov, 2002 — Монголия
- Tmarus galapagosensis Baert, 2013 — Галапагоссы
- Tmarus geayi Caporiacco, 1954 — Французская Гвиана
- Tmarus gladiatus Tang & Li, 2010 — Китай
- Tmarus grandis Mello-Leitao, 1929 — Бразилия
- Tmarus guineensis Millot, 1942 — от Гвинеи до Южной Африки
- Tmarus hastatus Tang & Li, 2009 — Китай
- Tmarus hazevensis Levy, 1973 — Израиль
- Tmarus hirsutus Mello-Leitao, 1929 — Бразилия
- Tmarus holmbergi Schiapelli & Gerschman, 1941 — Аргентина
- Tmarus homanni Chrysanthus, 1964 — Новая Гвинея
- Tmarus horvathi Kulczynski, 1895 — Палеарктика
- Tmarus humphreyi Chickering, 1965 — Панама
- Tmarus hystrix Caporiacco, 1954 — Французская Гвиана
- Tmarus impedus Chickering, 1965 — Панама
- Tmarus incertus Keyserling, 1880 — Колумбия
- Tmarus incognitus Mello-Leitao, 1929 — Бразилия
- Tmarus ineptus O. P.-Cambridge, 1892 — Панама
- Tmarus infrasigillatus Mello-Leitao, 1947 — Бразилия
- Tmarus innotus Chickering, 1965 — Панама
- Tmarus innumus Chickering, 1965 — Панама
- Tmarus insuetus Chickering, 1965 — Тринидад
- Tmarus intentus O. P.-Cambridge, 1892 — Гватемала, Панама
- Tmarus interritus Keyserling, 1880 — Панама, Бразилия
- Tmarus jabalpurensis Gajbe & Gajbe, 1999 — Индия
- Tmarus jelskii (Taczanowski, 1872) — Французская Гвиана
- Tmarus jocosus O. P.-Cambridge, 1898 — Коста-Рика
- Tmarus karolae Jezequel, 1964 — Кот-д’Ивуар
- Tmarus komi Ono, 1996 — Острова Рюкю
- Tmarus koreanus Paik, 1973 — Китай, Корея
- Tmarus kotigeharus Tikader, 1963 — Индия
- Tmarus lanyu Zhang, Zhu & Tso, 2006 — Тайвань
- Tmarus lapadui Jezequel, 1964 — Кот-д’Ивуар
- Tmarus latifrons Thorell, 1895 — Мьянма, Кракатау
- Tmarus lawrencei Comellini, 1955 — Конго
- Tmarus levii Chickering, 1965 — Панама
- Tmarus lichenoides Mello-Leitao, 1929 — Бразилия
- Tmarus littoralis Keyserling, 1880 — Бразилия
- Tmarus locketi Millot, 1942 — Западная, Центральная Африка
  - Tmarus locketi djuguensis Comellini, 1955 — Конго
- Tmarus longicaudatus Millot, 1942 — Западная Африка, Саудовская Аравия
- Tmarus longipes Caporiacco, 1947 — Восточная Африка
- Tmarus longqicus Song & Zhu, 1993 — Китай
- Tmarus longus Chickering, 1965 — Панама
- Tmarus loriae Thorell, 1890 — Малайзия
- Tmarus macilentus (L. Koch, 1876) — Квинсленд
- Tmarus maculosus Keyserling, 1880 — Колумбия
- Tmarus makiharai Ono, 1988 — Япония
- Tmarus malleti Lessert, 1919 — Центральная, Восточная Африка
- Tmarus marmoreus (L. Koch, 1876) — Квинсленд
- Tmarus menglae Song & Zhao, 1994 — Китай
- Tmarus menotus Chickering, 1965 — Ямайка
- Tmarus metropolitanus Mello-Leitao, 1929 — Бразилия
- Tmarus milloti Comellini, 1955 — Камерун, Конго
- Tmarus minensis Mello-Leitao, 1929 — Бразилия
- Tmarus minutus Banks, 1904 — США
- Tmarus misumenoides Mello-Leitao, 1927 — Бразилия
- Tmarus montericensis Keyserling, 1880 — Перу
- Tmarus morosus Chickering, 1950 — Панама
- Tmarus mourei Mello-Leitao, 1947 — Бразилия
- Tmarus mundulus O. P.-Cambridge, 1892 — Панама
- Tmarus mutabilis Soares, 1944 — Бразилия
- Tmarus natalensis Lessert, 1925 — Южная Африка
- Tmarus neocaledonicus Kritscher, 1966 — Новая Каледония
- Tmarus nigrescens Mello-Leitao, 1929 — Бразилия
- Tmarus nigridorsi Mello-Leitao, 1929 — Бразилия
- Tmarus nigristernus Caporiacco, 1947 — Уганда
- Tmarus nigrofasciatus Mello-Leitao, 1929 — Бразилия
- Tmarus nigroviridis Mello-Leitao, 1929 — Бразилия
- Tmarus ningshaanensis Wang & Xi, 1998 — Китай
- Tmarus obesus Mello-Leitao, 1929 — Бразилия, Французская Гвиана
- Tmarus oblectator Logunov, 1992 — Россия
- Tmarus obsecus Chickering, 1965 — Панама
- Tmarus orientalis Schenkel, 1963 — Китай, Корея
- Tmarus pallidus Mello-Leitao, 1929 — Бразилия
- Tmarus parallelus Mello-Leitao, 1943 — Бразилия
- Tmarus parki Chickering, 1950 — Панама
- Tmarus paulensis Piza, 1935 — Бразилия
- Tmarus pauper O. P.-Cambridge, 1892 — Панама
- Tmarus perditus Mello-Leitao, 1929 — Бразилия
- Tmarus peregrinus Chickering, 1950 — Панама
- Tmarus peruvianus Berland, 1913 — Перу
- Tmarus piger (Walckenaer, 1802) — Палеарктика
- Tmarus piochardi (Simon, 1866) — Средиземноморье
- Tmarus pizai Soares, 1941 — Бразилия
- Tmarus planetarius Simon, 1903 — Африка
- Tmarus planifrons Mello-Leitao, 1943 — Бразилия
- Tmarus planquettei Jezequel, 1966 — Кот-д’Ивуар
- Tmarus pleuronotatus Mello-Leitao, 1941 — Бразилия
- Tmarus plurituberculatus Mello-Leitao, 1929 — Бразилия
- Tmarus polyandrus Mello-Leitao, 1929 — Бразилия
- Tmarus posticatus Simon, 1929 — Бразилия
- Tmarus primitivus Mello-Leitao, 1929 — Бразилия
- Tmarus probus Chickering, 1950 — Панама
- Tmarus productus Chickering, 1950 — Панама
- Tmarus prognathus Simon, 1929 — Бразилия
- Tmarus projectus (L. Koch, 1876) — Квинсленд
- Tmarus protobius Chickering, 1965 — Панама
- Tmarus pugnax Mello-Leitao, 1929 — Бразилия
- Tmarus pulchripes Thorell, 1894 — Сингапур
- Tmarus punctatissimus (Simon, 1870) — Испания
- Tmarus punctatus (Nicolet, 1849) — Чили
- Tmarus qinlingensis Song & Wang, 1994 — Китай
- Tmarus rainbowi Mello-Leitao, 1929 — Южная Австралия
- Tmarus rarus Soares & Soares, 1946 — Бразилия
- Tmarus riccii Caporiacco, 1941 — Эфиопия
- Tmarus rimosus Paik, 1973 — Россия, Китай, Корея, Япония
- Tmarus rubinus Chickering, 1965 — Панама
- Tmarus rubromaculatus Keyserling, 1880 — США
- Tmarus salai Schick, 1965 — США
- Tmarus schoutedeni Comellini, 1955 — Конго
- Tmarus semiroseus Simon, 1909 — Вьетнам
- Tmarus separatus Banks, 1898 — Панама
- Tmarus serratus Yang, Zhu & Song, 2005 — Китай
- Tmarus shimojanai Ono, 1997 — Острова Рюкю
- Tmarus sigillatus Chickering, 1950 — Панама
- Tmarus simoni Comellini, 1955 — Сьерра-Леоне
- Tmarus songi Han & Zhu, 2009 — Китай
- Tmarus soricinus Simon, 1906 — Индия
- Tmarus spicatus Tang & Li, 2009 — Китай
- Tmarus spinosus Comellini, 1955 — Конго
- Tmarus spinosus Zhu et al., 2005 — Китай
- Tmarus srisailamensis Rao et al., 2006 — Индия
- Tmarus staintoni (O. P.-Cambridge, 1873) — Испания, Франция, Алжир
- Tmarus stellio Simon, 1875 — Палеарктика
- Tmarus stolzmanni Keyserling, 1880 — Перу
- Tmarus striolatus Mello-Leitao, 1943 — Бразилия
- Tmarus studiosus O. P.-Cambridge, 1892 — Панама
- Tmarus taibaiensis Song & Wang, 1994 — Китай
- Tmarus taishanensis Zhu & Wen, 1981 — Россия, Китай
- Tmarus taiwanus Ono, 1977 — Китай, Тайвань
- Tmarus tamazolinus Jimenez, 1988 — Мексика
- Tmarus thorelli Comellini, 1955 — Конго
- Tmarus tinctus Keyserling, 1880 — Перу
- Tmarus tonkinus Simon, 1909 — Вьетнам
- Tmarus toschii Caporiacco, 1949 — Кения
- Tmarus trifidus Mello-Leitao, 1929 — Бразилия
- Tmarus trituberculatus Mello-Leitao, 1929 — Бразилия
- Tmarus truncatus (L. Koch, 1876) — Квинсленд
- Tmarus tuberculitibiis Caporiacco, 1940 — Эфиопия
- Tmarus undatus Tang & Li, 2009 — Китай
- Tmarus unicus Gertsch, 1936 — США
- Tmarus vachoni Millot, 1942 — Кот-д’Ивуар
- Tmarus variabilis (L. Koch, 1876) — Квинсленд
- Tmarus variatus Keyserling, 1891 — Бразилия
- Tmarus verrucosus Mello-Leitao, 1948 — Гайана
- Tmarus vertumus Chickering, 1965 — Пуэрто-Рико
- Tmarus vexillifer (Butler, 1876) — Родригез
- Tmarus villasboasi Mello-Leitao, 1949 — Бразилия
- Tmarus viridis Keyserling, 1880 — Перу, Бразилия
- Tmarus vitusus Chickering, 1965 — Мексика, Панама
- Tmarus wiedenmeyeri Schenkel, 1953 — Венесуэла
- Tmarus yaginumai Ono, 1977 — Япония
- Tmarus yani Yin et al., 2004 — Китай
- Tmarus yerohamus Levy, 1973 — Израиль
- Tmarus yiminhensis Zhu & Wen, 1981 — Китай

## Tobias
Tobias Simon, 1895
- Tobias albicans Mello-Leitao, 1929 — Бразилия
- Tobias albovittatus Caporiacco, 1954 — Французская Гвиана
- Tobias camelinus (O. P.-Cambridge, 1869) — Бразилия
- Tobias caudatus Mello-Leitao, 1929 — Бразилия
- Tobias cornutus (Taczanowski, 1872) — Бразилия, Французская Гвиана
- Tobias corticatus Mello-Leitao, 1917 — Бразилия
- Tobias epicadoides Mello-Leitao, 1944 — Бразилия
- Tobias gradiens Mello-Leitao, 1929 — Бразилия
- Tobias inermis Mello-Leitao, 1929 — Перу, Бразилия
- Tobias martinezi Biraben, 1955 — Боливия
- Tobias monstrosus Simon, 1929 — Перу, Бразилия
- Tobias paraguayensis Mello-Leitao, 1929 — Бразилия
- Tobias pulcher Mello-Leitao, 1929 — Бразилия
- Tobias pustulosus Mello-Leitao, 1929 — Бразилия
- Tobias regius Biraben, 1955 — Боливия
- Tobias taczanowskii Roewer, 1951 — Гаити, от Панамы до Перу, Боливия
- Tobias trituberculatus (Taczanowski, 1872) — Перу, Бразилия, Французская Гвиана

## Trichopagis
Trichopagis Simon, 1886
- Trichopagis manicata Simon, 1886 — Габон, Гвинея, Южная Африка, Мадагаскар

## Ulocymus
Ulocymus Simon, 1886
- Ulocymus gounellei Simon, 1886 — Бразилия
- Ulocymus intermedius Mello-Leitao, 1929 — Бразилия
- Ulocymus sulcatus Mello-Leitao, 1929 — Бразилия

## Uraarachne
Uraarachne Keyserling, 1880
- Uraarachne longa Keyserling, 1880 — Бразилия
- Uraarachne vittata (Caporiacco, 1954) — Французская Гвиана

## Wechselia
Wechselia Dahl, 1907
- Wechselia steinbachi Dahl, 1907 — Аргентина

## Xysticus
Xysticus C. L. Koch, 1835
- Xysticus abditus Logunov, 2006 — Болгария, Турция
- Xysticus abramovi Marusik & Logunov, 1995 — Турция, Таджикистан
- Xysticus acerbus Thorell, 1872 — Европа до Центральной Азии
  - Xysticus acerbus obscurior Kulczynski, 1895 — Украина
- Xysticus acquiescens Emerton, 1919 — Голарктика
- Xysticus advectus O. P.-Cambridge, 1890 — Гватемала, Коста-Рика
- Xysticus adzharicus Mcheidze, 1971 — Грузия
- Xysticus aethiopicus L. Koch, 1875 — Эфиопия
- Xysticus albertensis Dondale, 2008 — Канада
- Xysticus albidus Grese, 1909 — Северная Европа, Россия
- Xysticus albolimbatus Hu, 2001 — Китай
- Xysticus albomaculatus Kulczynski, 1891 — от Германии до России
- Xysticus alboniger Turnbull, Dondale & Redner, 1965 — США, Канада
- Xysticus aletaiensis Hu & Wu, 1989 — Китай
- Xysticus alpicola Kulczynski, 1882 — Чехия, Словакия, Польша, Украина
- Xysticus alpinistus Ono, 1978 — Непал, Китай
- Xysticus alsus Song & Wang, 1994 — Китай
- Xysticus altaicus Simon, 1895 — Казахстан
- Xysticus altitudinis Levy, 1976 — Израиль
- Xysticus ampullatus Turnbull, Dondale & Redner, 1965 — США, Канада
- Xysticus anatolicus Demir, Aktas & Topcu, 2008 — Турция
- Xysticus apachecus Gertsch, 1933 — США
- Xysticus apalacheus Gertsch, 1953 — США
- Xysticus apertus Banks, 1898 — Мексика
- Xysticus apricus L. Koch, 1876 — Италия
- Xysticus aprilinus Bryant, 1930 — США
- Xysticus arenarius Thorell, 1875 — Украина
- Xysticus arenicola Simon, 1875 — Франция
- Xysticus argenteus Jezequel, 1966 — Кот-д’Ивуар
- Xysticus asper (Lucas, 1838) — Канарские Острова
- Xysticus atevs Ovtsharenko, 1979 — Россия
- Xysticus atrimaculatus Bosenberg & Strand, 1906 — Китай, Корея, Япония
- Xysticus auctificus Keyserling, 1880 — США, Канада
- Xysticus audax (Schrank, 1803) — Палеарктика
  - Xysticus audax massanicus Simon, 1932 — Франция
- Xysticus audaxoides Zhang, Zhang & Song, 2004 — Китай
- Xysticus austrosibiricus Logunov & Marusik, 1998 — Россия, Монголия
- Xysticus autumnalis L. Koch, 1875 — Новый Южный Уэльс
- Xysticus aztecus Gertsch, 1953 — Мексика
- Xysticus bacurianensis Mcheidze, 1971 — Турция, Россия, Грузия, Азербайджан
- Xysticus bakanas Marusik & Logunov, 1990 — Казахстан
- Xysticus baltistanus (Caporiacco, 1935) — Россия, Центральная Азия, Монголия, Китай
- Xysticus banksi Bryant, 1933 — США
- Xysticus barbatus Caporiacco, 1936 — Ливия
- Xysticus benefactor Keyserling, 1880 — США, Канада
- Xysticus bengalensis Tikader & Biswas, 1974 — Индия
- Xysticus bengdakus Saha & Raychaudhuri, 2007 — Индия
- Xysticus beni Strand, 1913 — Центральная Африка
- Xysticus berlandi Schenkel, 1963 — Китай
- Xysticus bermani Marusik, 1994 — Россия
- Xysticus bharatae Gajbe & Gajbe, 1999 — Индия
- Xysticus bicolor L. Koch, 1867 — Греция
- Xysticus bicuspis Keyserling, 1887 — США
- Xysticus bifasciatus C. L. Koch, 1837 — Палеарктика
- Xysticus bilimbatus L. Koch, 1875 — Новый Южный Уэльс
- Xysticus bimaculatus L. Koch, 1867 — Квинсленд
- Xysticus bliteus (Simon, 1875) — Средиземноморье
- Xysticus boesenbergi Charitonov, 1928 — Германия
- Xysticus bolivari Gertsch, 1953 — Мексика
- Xysticus bonneti Denis, 1938 — Палеарктика
- Xysticus bradti Gertsch, 1953 — Мексика
- Xysticus breviceps O. P.-Cambridge, 1885 — Индия
- Xysticus brevidentatus Wunderlich, 1995 — Италия, Albania, Хорватия, Югославия
- Xysticus britcheri Gertsch, 1934 — Россия, Аляска, Канада, США
- Xysticus brunneitibiis Caporiacco, 1939 — Эфиопия
- Xysticus bufo (Dufour, 1820) — Средиземноморье
- Xysticus californicus Keyserling, 1880 — США, Мексика
- Xysticus canadensis Gertsch, 1934 — Россия, США, Канада
- Xysticus canariensis (Wunderlich, 1987) — Канарские Острова
- Xysticus caperatoides Levy, 1976 — Израиль
- Xysticus caperatus Simon, 1875 — Средиземноморье, Россия
- Xysticus caspicus Utochkin, 1968 — Россия, Туркменистан, Казахстан
- Xysticus caucasius L. Koch, 1878 — Грузия
- Xysticus chaparralis Schick, 1965 — США
- Xysticus charitonowi Mcheidze, 1971 — Грузия
- Xysticus chippewa Gertsch, 1953 — Голарктика
- Xysticus chui Ono, 1992 — Тайвань
- Xysticus clavulus (Wunderlich, 1987) — Канарские Острова
- Xysticus clercki (Audouin, 1826) — Египет, Эфиопия
- Xysticus cochise Gertsch, 1953 — США
- Xysticus coloradensis Bryant, 1930 — США
- Xysticus concinnus Kroneberg, 1875 — Центральная Азия
- Xysticus concretus Utochkin, 1968 — Россия, Китай, Корея, Япония
- Xysticus concursus Gertsch, 1934 — США
- Xysticus conflatus Song, Tang & Zhu, 1995 — Китай
- Xysticus connectens Kulczynski, 1901 — Китай
- Xysticus cor Canestrini, 1873 — Южная Европа, Азорские острова
- Xysticus corsicus Simon, 1875 — Корсика
- Xysticus cribratus Simon, 1885 — от Средиземноморья до Китая, Судан
- Xysticus crispabilis Song & Gao, 1996 — Китай
- Xysticus cristatus (Clerck, 1757) — Палеарктика
- Xysticus croceus Fox, 1937 — Индия, Непал, Бутан, Китай, Корея, Тайвань, Япония
- Xysticus cunctator Thorell, 1877 — США, Канада
- Xysticus curtus Banks, 1898 — Мексика
- Xysticus daisetsuzanus Ono, 1988 — Япония
- Xysticus dali Li & Yang, 2008 — Китай
- Xysticus davidi Schenkel, 1963 — Китай
- Xysticus deichmanni Sorensen, 1898 — Канада, Аляска, Гренландия
- Xysticus demirsoyi Demir, Topcu & Turkes, 2006 — Турция
- Xysticus denisi Schenkel, 1963 — Китай
- Xysticus desidiosus Simon, 1875 — Европа
- Xysticus discursans Keyserling, 1880 — Северная Америка
- Xysticus diversus (Blackwall, 1870) — Сицилия
- Xysticus dolpoensis Ono, 1978 — Непал, Китай
- Xysticus doriai (Dalmas, 1922) — Италия
- Xysticus durus (Sorensen, 1898) — США, Канада, Гренландия
- Xysticus dzhungaricus Tyschchenko, 1965 — Россия, Центральная Азия до Китая
- Xysticus edax (O. P.-Cambridge, 1872) — Турция, Израиль
- Xysticus egenus Simon, 1886 — Западная Африка
- Xysticus elegans Keyserling, 1880 — США, Канада, Аляска
- Xysticus elephantus Ono, 1978 — Непал, Китай
- Xysticus ellipticus Turnbull, Dondale & Redner, 1965 — США, Канада
- Xysticus embriki Kolosvary, 1935 — Австрия, от Греции до Казахстана
- Xysticus emertoni Keyserling, 1880 — США, Канада, Аляска, от Словакии до Китая
- Xysticus ephippiatus Simon, 1880 — Россия, Центральная Азия, Монголия, Китай, Корея, Япония
- Xysticus erraticus (Blackwall, 1834) — Европа, Россия
- Xysticus excavatus Schenkel, 1963 — Китай
- Xysticus facetus O. P.-Cambridge, 1896 — от Мексики до Сальвадора
- Xysticus fagei Lessert, 1919 — Восточная Африка
- Xysticus fagei Schenkel, 1963 — Китай
- Xysticus federalis Gertsch, 1953 — Мексика
- Xysticus ferox (Hentz, 1847) — США, Канада
- Xysticus ferrugineus Menge, 1876 — Палеарктика
- Xysticus ferruginoides Schenkel, 1963 — Россия, Монголия
- Xysticus ferus O. P.-Cambridge, 1876 — Кипр, Египет, Израиль
- Xysticus fervidus Gertsch, 1953 — США, Канада
- Xysticus fienae (Jocque, 1993) — Испания
- Xysticus flavitarsis Simon, 1877 — Конго
- Xysticus flavovittatus Keyserling, 1880 — США
- Xysticus floridanus Banks, 1896 — США
- Xysticus fraternus Banks, 1895 — США, Канада
- Xysticus fuerteventurensis (Wunderlich, 1992) — Канарские Острова
- Xysticus funestus Keyserling, 1880 — Северная Америка
- Xysticus furtivus Gertsch, 1936 — США
- Xysticus gallicus Simon, 1875 — Палеарктика
  - Xysticus gallicus batumiensis Mcheidze & Utochkin, 1971 — Грузия
- Xysticus gattefossei Denis, 1956 — Марокко
- Xysticus geometres L. Koch, 1874 — Квинсленд
- Xysticus gertschi Schick, 1965 — Северная Америка
- Xysticus ghigii Caporiacco, 1938 — Мексика
- Xysticus gobiensis Marusik & Logunov, 2002 — Россия, Монголия, Китай
- Xysticus gortanii Caporiacco, 1922 — Италия
- Xysticus gosiutus Gertsch, 1933 — США, Канада
- Xysticus gracilis Keyserling, 1880 — Колумбия
- Xysticus graecus C. L. Koch, 1837 — Восточная Средиземноморье, Россия
- Xysticus grallator Simon, 1932 — Испания, Корсика
- Xysticus grohi (Wunderlich, 1992) — Мадейра
- Xysticus guizhou Song & Zhu, 1997 — Китай
- Xysticus gulosus Keyserling, 1880 — Северная Америка
- Xysticus gymnocephalus Strand, 1915 — Турция, Ливан, Израиль
- Xysticus havilandi Lawrence, 1942 — Южная Африка
- Xysticus hedini Schenkel, 1936 — Россия, Монголия, Китай, Корея, Япония
- Xysticus helophilus Simon, 1890 — Йемен
- Xysticus hepaticus Simon, 1903 — Мадагаскар
- Xysticus himalayaensis Tikader & Biswas, 1974 — Индия
- Xysticus hindusthanicus Basu, 1965 — Индия
- Xysticus hotingchiehi Schenkel, 1963 — Китай
- Xysticus hui Platnick, 1993 — Китай
- Xysticus humilis Redner & Dondale, 1965 — США
- Xysticus ibex Simon, 1875 — Франция, Испания
  - Xysticus ibex dalmasi Simon, 1932 — Франция
- Xysticus ictericus L. Koch, 1874 — Фиджи
- Xysticus idolothytus Logunov, 1995 — Казахстан, Монголия
- Xysticus illaudatus Logunov, 1995 — Россия
- Xysticus imitarius Gertsch, 1953 — США
- Xysticus indiligens (Walckenaer, 1837) — США
- Xysticus insulicola Bosenberg & Strand, 1906 — Китай, Корея, Япония
- Xysticus iviei Schick, 1965 — США
  - Xysticus iviei sierrensis Schick, 1965 — США
- Xysticus jabalpurensis Gajbe & Gajbe, 1999 — Индия
- Xysticus jaharai Basu, 1979 — Индия
- Xysticus japenus Roewer, 1938 — Индонезия
- Xysticus jiangi Peng, Yin & Kim, 2000 — Китай
- Xysticus jinlin Song & Zhu, 1995 — Китай
- Xysticus joyantius Tikader, 1966 — Индия
- Xysticus jugalis L. Koch, 1875 — Эфиопия
  - Xysticus jugalis larvatus Caporiacco, 1949 — Кения
- Xysticus kalandadzei Mcheidze & Utochkin, 1971 — Грузия
- Xysticus kali Tikader & Biswas, 1974 — Индия
- Xysticus kamakhyai Tikader, 1962 — Индия
- Xysticus kashidi Tikader, 1963 — Индия
- Xysticus kaznakovi Utochkin, 1968 — от Греции до Центральной Азии
- Xysticus kempeleni Thorell, 1872 — Европа до Центральной Азии
  - Xysticus kempeleni nigriceps Simon, 1932 — Франция
- Xysticus keyserlingi Bryant, 1930 — США, Канада
- Xysticus khasiensis Tikader, 1980 — Индия
- Xysticus kochi Thorell, 1872 — Европа, Средиземноморье до Центральной Азии
  - Xysticus kochi abchasicus Mcheidze & Utochkin, 1971 — Грузия
- Xysticus krakatauensis Bristowe, 1931 — Кракатау
- Xysticus kulczynskii Wierzbicki, 1902 — Азербайджан, Иран
- Xysticus kurilensis Strand, 1907 — Россия, Китай, Корея, Япония
- Xysticus kuzgi Marusik & Logunov, 1990 — Центральная Азия
- Xysticus labradorensis Keyserling, 1887 — Голарктика
- Xysticus laetus Thorell, 1875 — от Италии до Центральной Азии
- Xysticus lalandei (Audouin, 1826) — Египет, Израиль
- Xysticus lanio C. L. Koch, 1835 — Палеарктика
  - Xysticus lanio alpinus Kulczynski, 1887 — Австрия
- Xysticus lanzarotensis (Wunderlich, 1992) — Канарские Острова
- Xysticus lapidarius Utochkin, 1968 — Центральная Азия
- Xysticus lassanus Chamberlin, 1925 — США, Мексика
- Xysticus laticeps Bryant, 1933 — США, Куба
- Xysticus latitabundus Logunov, 1995 — Россия
- Xysticus lendli Kulczynski, 1897 — Венгрия
- Xysticus lepnevae Utochkin, 1968 — Россия, Корея, Сахалин
- Xysticus lindbergi Roewer, 1962 — Афганистан
- Xysticus lineatus (Западнаяring, 1851) — Палеарктика
- Xysticus locuples Keyserling, 1880 — Северная Америка
- Xysticus loeffleri Roewer, 1955 — Греция, Турция, Центральная Азия
- Xysticus logunovi Seyfulina & Mikhailov, 2004 — Россия
- Xysticus logunovi Ono & Martens, 2005 — Иран
- Xysticus lucifugus Lawrence, 1937 — Южная Африка
- Xysticus luctans (C. L. Koch, 1845) — США, Канада
- Xysticus luctator L. Koch, 1870 — Палеарктика
- Xysticus luctuosus (Blackwall, 1836) — Голарктика
- Xysticus lutzi Gertsch, 1935 — США, Мексика
- Xysticus macedonicus Silhavy, 1944 — Германия, Швейцария, Австрия, Македония, Турция
- Xysticus maculatipes Roewer, 1962 — Афганистан
- Xysticus maculiger Roewer, 1951 — Яркенд
- Xysticus madeirensis (Wunderlich, 1992) — Мадейра
- Xysticus manas Song & Zhu, 1995 — Китай
- Xysticus marmoratus Thorell, 1875 — Венгрия, Словакия, Болгария, Россия, Украина
- Xysticus martensi Ono, 1978 — Непал
- Xysticus marusiki Ono & Martens, 2005 — Турция, Иран
- Xysticus minor Charitonov, 1946 — Центральная Азия
- Xysticus mongolicus Schenkel, 1963 — Казахстан, Монголия, Китай
- Xysticus montanensis Keyserling, 1887 — США, Канада, Аляска
- Xysticus mugur Marusik, 1990 — Россия
- Xysticus mulleri Lawrence, 1952 — Южная Африка
- Xysticus multiaculeatus Caporiacco, 1940 — Эфиопия
- Xysticus mundulus O. P.-Cambridge, 1885 — Яркенд
- Xysticus namaquensis Simon, 1910 — Южная Африка
- Xysticus natalensis Lawrence, 1938 — Южная Африка
- Xysticus nataliae Utochkin, 1968 — Россия
- Xysticus nebulo Simon, 1909 — Вьетнам
- Xysticus nenilini Marusik, 1989 — Россия, Монголия
- Xysticus nepalhimalaicus Ono, 1978 — Непал
- Xysticus nevadensis (Keyserling, 1880) — США
- Xysticus nigriceps Berland, 1922 — Восточная Африка
- Xysticus nigromaculatus Keyserling, 1884 — США, Канада
- Xysticus nigropunctatus L. Koch, 1867 — Квинсленд
- Xysticus nigrotrivittatus (Simon, 1870) — Португалия, Испания
- Xysticus ninnii Thorell, 1872 — Палеарктика
  - Xysticus ninnii fusciventris Crome, 1965 — Восточная Европа до Монголии
- Xysticus nitidus Hu, 2001 — Китай
- Xysticus nubilus Simon, 1875 — Средиземноморье, Азорские острова, Macronesia
- Xysticus nyingchiensis Song & Zhu, 1995 — Китай
- Xysticus obesus Thorell, 1875 — Россия, Украина
- Xysticus obscurus Collett, 1877 — Голарктика
- Xysticus ocala Gertsch, 1953 — США
- Xysticus orizaba Banks, 1898 — Мексика
- Xysticus ovadan Marusik & Logunov, 1995 — Туркменистан
- Xysticus ovatus Simon, 1876 — Франция
- Xysticus ovcharenkoi Marusik & Logunov, 1990 — Центральная Азия
- Xysticus paiutus Gertsch, 1933 — США, Мексика
- Xysticus palawanicus Barrion & Litsinger, 1995 — Филиппины
- Xysticus palpimirabilis Marusik & Chevrizov, 1990 — Киргизия
- Xysticus paniscus L. Koch, 1875 — Германия
- Xysticus parallelus Simon, 1873 — Корсика, Сардиния
- Xysticus parapunctatus Song & Zhu, 1995 — Китай
- Xysticus pearcei Schick, 1965 — США, Мексика
- Xysticus peccans O. P.-Cambridge, 1876 — Египет
- Xysticus pellax O. P.-Cambridge, 1894 — Северная Америка
- Xysticus peninsulanus Gertsch, 1934 — США
- Xysticus pentagonius Seyfulina & Mikhailov, 2004 — Россия
- Xysticus periscelis Simon, 1908 — Западная Австралия
- Xysticus pieperi Ono & Martens, 2005 — Иран
- Xysticus pigrides Mello-Leitao, 1929 — Кабо-Верде
- Xysticus pinocorticalis (Wunderlich, 1992) — Канарские Острова
- Xysticus posti Sauer, 1968 — США
- Xysticus potamon Ono, 1978 — Непал
- Xysticus pretiosus Gertsch, 1934 — США, Канада
- Xysticus promiscuus O. P.-Cambridge, 1876 — Египет, Израиль
- Xysticus pseudobliteus (Simon, 1880) — Россия, Казахстан, Монголия, Китай, Корея
- Xysticus pseudocristatus Azarkina & Logunov, 2001 — Пакистан, Центральная Азия до Китая
- Xysticus pseudolanio Wunderlich, 1995 — Турция
- Xysticus pseudoluctuosus Marusik & Logunov, 1995 — Турция, Таджикистан
- Xysticus pseudorectilineus (Wunderlich, 1995) — Греция, Турция
- Xysticus pulcherrimus Keyserling, 1880 — Колумбия
- Xysticus punctatus Keyserling, 1880 — США, Канада
- Xysticus pygmaeus Tyschchenko, 1965 — Казахстан
- Xysticus pynurus Tikader, 1968 — Индия
- Xysticus quadratus Tang & Song, 1988 — Китай
- Xysticus quadrispinus Caporiacco, 1933 — Ливия
  - Xysticus quadrispinus concolor Caporiacco, 1933 — Ливия
- Xysticus quagga Jocque, 1977 — Марокко
- Xysticus rainbowi Strand, 1901 — Новая Гвинея
- Xysticus rectilineus (O. P.-Cambridge, 1872) — Сирия, Ливан, Израиль
- Xysticus robinsoni Gertsch, 1953 — США, Мексика
- Xysticus robustus (Hahn, 1832) — Европа до Центральной Азии
  - Xysticus robustus strandianus Ermolajev, 1937 — Россия
- Xysticus rockefelleri Gertsch, 1953 — Мексика
- Xysticus roonwali Tikader, 1964 — Индия, Непал
- Xysticus rostratus Ono, 1988 — Россия, Япония
- Xysticus rugosus Buckle & Redner, 1964 — Россия, Канада, США
- Xysticus ryukyuensis Ono, 2002 — Острова Рюкю
- Xysticus sabulosus (Hahn, 1832) — Палеарктика
  - Xysticus sabulosus occidentalis Kulczynski, 1916 — Франция
- Xysticus saganus Bosenberg & Strand, 1906 — Россия, Китай, Корея, Япония
- Xysticus sagittifer Lawrence, 1927 — Намибия
- Xysticus sansan Levy, 2007 — Израиль
- Xysticus sardiniensis (Wunderlich, 1995) — Сардиния
- Xysticus schoutedeni Lessert, 1943 — Конго
- Xysticus secedens L. Koch, 1876 — Австрия, Балканы
- Xysticus semicarinatus Simon, 1932 — Франция, Испания, Португалия
- Xysticus seserlig Logunov & Marusik, 1994 — Россия, Монголия
- Xysticus setiger O. P.-Cambridge, 1885 — Пакистан, Индия
- Xysticus sharlaa Marusik & Logunov, 2002 — Россия
- Xysticus shillongensis Tikader, 1962 — Индия
- Xysticus shyamrupus Tikader, 1966 — Индия
- Xysticus sibiricus Kulczynski, 1908 — Россия
- Xysticus siciliensis Wunderlich, 1995 — Сицилия
- Xysticus sicus Fox, 1937 — Россия, Китай, Корея
- Xysticus sikkimus Tikader, 1970 — Индия, Китай
- Xysticus silvestrii Simon, 1905 — Аргентина
- Xysticus simonstownensis Strand, 1909 — Южная Африка
- Xysticus simplicipalpatus Ono, 1978 — Непал, Бутан
- Xysticus sinaiticus Levy, 1999 — Египет
- Xysticus sjostedti Schenkel, 1936 — Россия, Монголия
- Xysticus slovacus Svaton, Pekar & Pridavka, 2000 — Словакия, Россия
- Xysticus soderbomi Schenkel, 1936 — Монголия, Китай
- Xysticus soldatovi Utochkin, 1968 — Россия, Китай
- Xysticus spasskyi Utochkin, 1968 — Россия
- Xysticus sphericus (Walckenaer, 1837) — США
- Xysticus spiethi Gertsch, 1953 — Мексика
- Xysticus squalidus Simon, 1883 — Канарские Острова, Мадейра
- Xysticus strandi Kolosvary, 1934 — Венгрия
- Xysticus striatipes L. Koch, 1870 — Палеарктика
- Xysticus subjugalis Strand, 1906 — Эфиопия
  - Xysticus subjugalis nigerrimus Caporiacco, 1941 — Эфиопия
- Xysticus tampa Gertsch, 1953 — США
- Xysticus tarcos L. Koch, 1875 — Эфиопия
- Xysticus taukumkurt Marusik & Logunov, 1990 — Казахстан
- Xysticus tenebrosus Silhavy, 1944 — Восточная Средиземноморье
  - Xysticus tenebrosus ohridensis Silhavy, 1944 — Македония
- Xysticus tenuiapicalis Demir, 2012 — Турция
- Xysticus texanus Banks, 1904 — США, Мексика
- Xysticus thessalicoides Wunderlich, 1995 — Греция, Крит, Турция
- Xysticus thessalicus Simon, 1916 — Балканы, Греция, Турция, Израиль
- Xysticus tikaderi Bhandari & Gajbe, 2001 — Индия
- Xysticus toltecus Gertsch, 1953 — Мексика
- Xysticus torsivoides Song & Zhu, 1995 — Китай
- Xysticus torsivus Tang & Song, 1988 — Китай
- Xysticus tortuosus Simon, 1932 — от Португалии до Австрии, Марокко, Алжир
- Xysticus transversomaculatus Bosenberg & Strand, 1906 — Япония
- Xysticus triangulosus Emerton, 1894 — США, Канада, Аляска
- Xysticus triguttatus Keyserling, 1880 — США, Канада
- Xysticus tristrami (O. P.-Cambridge, 1872) — от Саудовской Аравии до Центральной Азии
- Xysticus trizonatus Ono, 1988 — Япония
- Xysticus tsanghoensis Hu, 2001 — Китай
- Xysticus tugelanus Lawrence, 1942 — Южная Африка
- Xysticus turkmenicus Marusik & Logunov, 1995 — Центральная Азия
- Xysticus turlan Marusik & Logunov, 1990 — Центральная Азия
- Xysticus tyshchenkoi Marusik & Logunov, 1995 — Центральная Азия
- Xysticus ukrainicus Utochkin, 1968 — Россия, Грузия
- Xysticus ulkan Marusik & Logunov, 1990 — Россия, Киргизия
- Xysticus ulmi (Hahn, 1831) — Палеарктика
- Xysticus urbensis Lawrence, 1952 — Южная Африка
- Xysticus urgumchak Marusik & Logunov, 1990 — Центральная Азия
- Xysticus vachoni Schenkel, 1963 — Россия, Казахстан, Монголия, Япония
- Xysticus variabilis Keyserling, 1880 — США
- Xysticus verecundus Gertsch, 1934 — Мексика
- Xysticus verneaui Simon, 1883 — Канарские Острова, Мадейра
- Xysticus viduus Kulczynski, 1898 — Палеарктика
- Xysticus viveki Gajbe, 2005 — Индия
- Xysticus wagneri Gertsch, 1953 — Мексика
- Xysticus walesianus Karsch, 1878 — Новый Южный Уэльс
- Xysticus winnipegensis Turnbull, Dondale & Redner, 1965 — Канада
- Xysticus wuae Song & Zhu, 1995 — Китай
- Xysticus wunderlichi Logunov, Marusik & Trilikauskas, 2001 — Россия
- Xysticus xerodermus Strand, 1913 — Турция, Израиль
- Xysticus xiningensis Hu, 2001 — Китай
- Xysticus xizangensis Tang & Song, 1988 — Китай
- Xysticus xysticiformis (Caporiacco, 1935) — Центральная Азия, Китай
- Xysticus yogeshi Gajbe, 2005 — Индия
- Xysticus zonshteini Marusik, 1989 — Киргизия, Таджикистан

## Zametopias
Zametopias Thorell, 1892
- Zametopias speculator Thorell, 1892 — Суматра
- Zametopias trimeni Simon, 1895 — Южная Африка

## Zametopina
Zametopina Simon, 1909
- Zametopina calceata Simon, 1909 — Китай, Вьетнам

## Zygometis
Zygometis Simon, 1901
- Zygometis lactea (L. Koch, 1876) — от Таиланда до Австралии, Лорд-Хау